# Billy Abbott
Pour les articles homonymes, voir William Abbott et Abbott.
 (septembre 2020).
Si vous disposez d'ouvrages ou d'articles de référence ou si vous connaissez des sites web de qualité traitant du thème abordé ici, merci de compléter l'article en donnant les références utiles à sa vérifiabilité et en les liant à la section « Notes et références ».
William « Billy » Foster Abbott est un personnage de fiction du feuilleton télévisé Les Feux de l'amour. Il est interprété par Jason Thompson depuis le 13 janvier 2016 aux États-Unis.

## Interprètes
- William naît à l'écran en juillet 1993 (et non en 1979) et grandit naturellement jusqu'en 1999, quand les producteurs décident de le vieillir de 10 ans en quelques mois. Son personnage est joué du 26 juillet 1999-15 août 2002 par David Tom, le frère d'Heather Tom. Tom choisit de résilier son contrat mais accepte de jouer William jusqu'en août. Le personnage est absent d'août à décembre, disant qu'il reviendra bientôt, mais en réalité les producteurs avaient de la peine à trouver un nouvel acteur. En 2000, Tom gagne un Emmy Award pour son rôle.
- Le personnage est repris par Ryan Brown, le 26 décembre 2002. Mais très vite, des rumeurs sur son licenciement circulent, et quand le cas fut avéré, les producteurs diront que c'était dicté par l'histoire. Ryan Brown quitte la série le 16 juillet 2003.
- En 2006, Billy revient, joué par Scott Seymour, qui commence le 15 août. Mais il est viré après trois mois et quitte le show le 3 novembre.
- En septembre 2008, le 4e acteur à l’interpréter est William "Billy" Miller. En 2010 et 2013, il gagne deux Daytime Emmy Award du meilleur second rôle. Cependant en novembre 2013, il annonce qu'il quitte la série car les négociations pour le renouvellement de son contrat avec la production n'ont abouti à aucun accord. Il tourne ses dernières scènes en décembre et apparaît sur les écrans des téléspectateurs jusqu'au 30 janvier 2014.
- Le 3 février 2014, David Tom revient dans la série et reprend son rôle laissé vacant par Billy Miller. Cependant, quatre mois plus tard, la production licencie l'acteur.
- Le 24 juin 2014, Burgess Jenkins reprend le rôle de Billy Abbott.
- En novembre 2015, on apprend que Burgess Jenkins quitte la série pour des raisons familiales.
- Le 4 décembre 2015, Jason Thompson a été choisi pour reprendre le rôle de Billy, le rôle sera alors repris le 13 janvier 2016.

## L'histoire

### L'adolescence de William: la romance avec Mackenzie Browning
- Billy Abbott, né en 1979, est le fils de John et Jill Abbott. Au début de la grossesse de Jill, John veut qu'elle avorte car il se trouve trop vieux pour avoir un enfant ; mais elle refuse. Il apprend à aimer son fils et est forcé de se battre pour lui quand il divorce d'avec Jill. John l'emmène à New York. Ils reviennent en 1999, Billy étant adolescent. Il est diplômé de la Walnut Grove Academy ; ses copains sont la richissime Brittany Hodges, J.T. Hellstrom, Mackenzie Browning, Raul Guittierez et Rianna Miner. Pour trouver sa place dans le groupe, il fait une fête avec J.T. et Brittany ; plus tard à une autre fête, il tombe dans un coma éthylique. Raul le sauve. Billy a une amitié solide avec Mackenzie ; ils commencent à ressentir des sentiments l'un pour l'autre. Au bal des juniors, ils sont nommés Roi et Reine et réalisent qu'ils s'aiment; au grand désespoir de Jill, qui déteste la grand-mère de Mackenzie, Katherine Chancellor. Billy et Mackenzie sont forcés de se voir en cachette. Brittany veut Billy, et fait croire à Mackenzie qu'elle a couché avec lui. J.T. découvre que c'est un plan de Brittany.
- Jack Abbott piège son demi-frère Billy et Mackenzie dans un ascenseur où ils s'avouent leur amour. Jill doit accepter que Mackenzie est meilleure pour Billy que ne l'est Brittany. En même temps, Billy essaie de donner des conseils à sa nièce, Colleen Carlton, pour vivre sa vie à Genoa City. Mackenzie et Billy restent ensemble jusqu'à ce qu'il demande à passer aux relations sexuelles mais elle n'est pas prête. Ils cassent mais restent bons amis. Billy vient à la rescousse de Mackenzie quand son beau-père, Ralph, essaie de la battre. Il est attaqué par ce dernier, mais Larry Warton le sauve.
- Billy décide de changer de vie et part en Louisiane aider Brock Reynolds, le père de Mackenzie, à construire des maisons pour les pauvres. Jill n'en est pas enchantée. Il revient des mois après et se remet avec Mackenzie. Ils décident de louer un loft avec Raul et Brittany. Ils se marient, mais juste après la cérémonie, ils apprennent qu'ils sont cousins car Katherine est la mère de Jill. Ils font annuler le mariage et quittent séparément la ville.

### Les funérailles de John et le retour de Hong Kong
- Billy revient à Genoa pour les funérailles de son père. Il entame un flirt avec la serveuse du Néon Écarlate, Jana Hawkes, rendant jaloux son petit ami Kevin Fisher. Quand on apprend que Billy a une addiction aux jeux en ligne, Jack l'envoie à Hong Kong pour Jabot et NVP.
- En septembre 2008, il fait un retour surprise au vernissage de Daniel Romalotti. On apprend qu'Ambre (l'ex de Danny) est avec "Liam" (alias Billy). Il fait équipe avec sa nièce Colleen Carlton pour que Danny et Ambre ne se voient plus mais le plan tombe à l'eau. Il apprend ensuite qu'il est le vrai père du bébé prêt à naître de Chloe Mitchell, mariée avec son demi-frère Cane Ashby. Billy est étonné de savoir que Cane est le CEO de Jabot et se confronte avec Jill. Il fait équipe avec les Abbott et les Bardwell pour prendre le contrôle de Jabot. La prise de pouvoir est un succès mais cela cause un conflit entre Cane et Billy. William poursuit l'ex petite amie de Cane, Lily Winters. Une partie de la poursuite se déroule sur le net. Billy se faisant passer pour Sonny devient intime avec elle.

### De la romance avec Lily à son mariage avec Chloe
- Le jour de la St-Valentin, Billy et Lily Winters vont dans la cabane des Abbott. Chloe, enceinte, les y trouve. Billy avoue à Lily qu'il est le père du bébé.
- Chloe perd les eaux et accouche avec l'aide de William et Lily. Elle est amenée à l'hôpital. Cane Ashby prétend être le père, son nom étant sur l'acte de naissance. William consulte un avocat pour faire valoir ses droits en paternité. Après avoir offert un jouet à Delia, William se bat avec Cane et prend la décision de se marier avec Chloe et de faire marcher ses droits parentaux. William, éméché, a des rapports sexuels avec Sharon, la future ex-femme de Jack.
- Le 2 avril, juste quand William et Chloe se marient, Mackenzie revient à Genoa au Manoir Chancellor. William est choqué car il s'est marié avec Chloe avant d'apprendre que lui et Mackenzie ne sont pas cousins. Il recommence à flirter avec elle ce qui n'enchante pas Chloe. Plus tard il admet avoir couché avec Sharon et l'avoir peut-être mise enceinte ce qui provoque la consternation et le dégoût de Jack et Chloe. Elle déménage chez les Chancellors. Ayant admis ses sentiments pour lui, Mackenzie recommence à fréquenter William. Ils n'en disent rien à personne. Chloe essaie de rapprocher Mackenzie et Chance (Phillip Chancellor IV) mais Mackenzie lui dit que Chloe et William voient quelqu'un, chacun de son côté. Chloe accepte de divorcer seulement si William prend la garde de Delia mais lui dit que Delia sera mieux avec sa mère. Elle commence à flirter avec le neveu de William, Chance.

- William est vraiment fâché contre sa mère Jill, car elle a accueilli Cane dans sa famille après qu'il a prétendu être Phillip Chancellor III. William interroge Jill sur le secret accord avec Victor Newman pour faire de lui le CEO de Jabot Cosmetics. Jill croyait que Cane était le meilleur choix. William expose son plan à Victor pour évincer Colleen Carlton du conseil d'administration de N.E. et la remplacer par Ashley. La santé mentale d'Ashley (à cause des manigances d'Adam) crée de vives tensions entre Victor et William. Il dit à Jack ce qu'il voulait faire et les deux Abbott essaient d'éloigner Ashley du Ranch Newman mais ils échouent ; cependant pour Jack, porter aide à sa sœur ne fait que commencer. Dans l'épisode du 4 septembre, il va chez Victor et emmène Ashley avec lui.

### Une nouvelle aventure, Restless Style
- Billy est effondré quand sa nièce favorite, Colleen, meurt à la suite d'une noyade et que son cœur est transplanté sur Victor Newman, que Billy rend responsable de la mort de Colleen. Billy se retire de Jabot et rachète à Nick et Phyllis Newman, Restless Style, un magazine de mode. Très vite Billy annulera le numéro prévu pour le mois de novembre et écrira un numéro spécial sur le rôle de Victor dans la mort de sa nièce. Quand l'article est imprimé, Billy sent la contrariété de tous les Newman et son frère, Jack, se sent trahi par la mention de son mariage avec Patty Williams sur la couverture. Nick, furieux contre Billy, l'éjecte des locaux qu'il lui loue. Une des sources de Billy produit des photos prises de J.T. Hellstrom donnant un coup de poing à Deacon Sharpe pour avoir couché avec sa femme, Victoria Newman. Lors des auditions concernant la mort d'Ed Kins, un membre du jury lui fournit l'audition de Victoria, censée restée confidentielle. Elle y avoue avoir couché avec Deacon. Il révèle alors ces infos dans un spectaculaire article sur le site Web de Restless Style mais il est arrêté et passe plusieurs jours en prison à cause de son comportement. De plus, il se met de plus en plus de gens à dos, dont Mackenzie.
- Alors que Mackenzie a rompu, Billy reçoit une visite de son défunt père, John. Celui-ci lui montre ce que deviendra sa vie s'il continue sur ce chemin. À la suite de cette hallucination, Billy tente d'apporter des changements dans sa vie en se rapprochant de son demi-frère, Cane et en passant du temps avec Mackenzie et Delia.
- Billy décide de publier un article sur les manigances d'Adam Wilson, le fils de Victor, il s'allie avec Rafe et Heather, deux personnes qui ont été trahies par Adam. Billy couche avec Heather. Les deux ennemis, Billy et Victoria se rapprochent malgré les problèmes qui opposent leurs familles respectives au sujet de Faith. Lorsqu'ils devront se retrouver tous les deux au tribunal pour histoire commerciale, Billy embrassera Victoria qui le giflera. Mais finalement, ils s'avoueront leurs sentiments l'un pour l'autre
- Le soir du bal des policiers de Genoa à l'Athletic Club, Victoria et Billy montent dans une chambre pour coucher ensemble mais une explosion a lieu dans le sous-sol et Adam est déclaré mort (on apprendra plus tard que c'est une mise en scène) Victoria est tout d'abord accusée mais ne compte pas donner son véritable alibi, de peur de perdre la garde de son fils Reed lors de son divorce avec JT. Finalement Nick et Victor seront accusés.

### William "Billy" et Victoria, le nouveau couple
- Le 13 mai 2010, Victoria, qui a déjà perdu la garde de Reed, reçoit les papiers confirmant son divorce avec JT. Elle est dévastée. William lui rend visite et voyant son chagrin, lui propose de s'en aller un moment, histoire de se changer les idées. Arrivés à l'aéroport, ils décident de s'envoler pour la Jamaïque. Le soir venu à la Jamaïque, ils s'invitent dans un mariage sur une plage. Mais après avoir trop bu, les deux amants se marient. Ils s'unissent le 14 mai 2010 (cet épisode est diffusé en France le 28 novembre 2013 sur TF1).
- À leur retour, ils sont accueillis par Victor et Jack qui sont horrifiés de les trouver ensemble, mais ne se doutent pas qu'ils sont mariés. Mais ce n'est sans compter sur Abby, qui tombe sur la vidéo du mariage sur l'ordinateur de William et qui la montre à tout le monde lors de la fête organisée par Rafe au bar de Mackenzie pour se venger de Victoria et de William (qui n'ont pas voulu financer son émission de télé-réalité). Le 1er juin 2010, Michael annonce à William que son mariage avec Victoria n'est pas valide parce qu'il a été célébré après 20h, or en Jamaïque, un mariage n'est déclaré légal que s'il a été célébré avant cette heure.
- Victor a une vraie animosité envers lui depuis qu'il l'a explicitement accusé d'être le responsable de la mort de Colleen dans son magazine. Alors, il ne supporte pas qu'il fréquente Victoria.
- Victoria s'installe dans son mobile-home avec lui mais étant donné le peu de place dedans, ils décident d'acheter une maison ensemble. Le jour même, il découvre un test de grossesse dans le sac de Victoria. Celle-ci lui avoue alors qu'il se pourrait qu'elle soit enceinte de lui. William est tout d'abord déstabilisé en apprenant la nouvelle puis après avoir parlé avec le fantôme de son père décédé, il réalise que cette possible grossesse tombe bien afin de construire quelque chose de sérieux avec Victoria. Il la demande alors en mariage et elle accepte. Après un premier test erroné, Victoria fait un second test qui s'avère être positif. En descendant les escaliers de leur nouvelle maison, elle crie de joie à William qu'ils vont avoir un enfant. Cependant, Nikki et Victor qui sont venus leur rendent visite, sont au rez-de-chaussée au même moment et apprennent la grossesse de Victoria, ce qui n'enchante pas Victor.
- William et Victoria voudraient se marier le lendemain, c'est-à-dire le 9 septembre, mais ils n'auront pas la licence qui leur permet de se marier avant plusieurs jours. Ils décident alors de se marier à Las Vegas. Ce n'est sans compter sur Nikki qui réussit à leur obtenir une licence grâce à son amie la juge Anderson et donc leur permet d'organiser la cérémonie à Genoa. Le 9 septembre 2010 (épisode diffusé en France le 25 mars 2014 sur TF1), William et Victoria se marient pour la 2e fois, devant leur nouvelle maison (Ce 2e mariage est tourné en extérieur, dans un lotissement style "Desperate Housewives" avec de jolies façades de maisons en bois). Plusieurs des personnes invitées dont Nick, Jill et Jack ne voulaient pas assister au mariage au départ mais viennent finalement pour les accompagner. Seul Victor n'assiste pas à la cérémonie, refusant cette union entre sa fille et William. Et pour empêcher le mariage, il dénonce Victoria à la police qui l'arrête pour corruption d'agents étrangers juste avant l'échange des vœux. Alors qu'elle se fait embarquer, la juge Anderson, qui officie la cérémonie, réussit à faire prononcer leurs vœux aux mariés.
- Le 27 septembre 2010 (épisode diffusé en France le 3 avril 2014 sur TF1), Victoria perd son bébé après une énième dispute avec son père. William reproche explicitement à Victor la perte du bébé.

### Un bébé à tout prix
- Malgré cette fausse-couche, les amoureux ne désespèrent pas et décident de réessayer plusieurs fois. Mais en décembre, Victoria décide de consulter son gynécologue, inquiète de ne pas réussir à tomber enceinte. Celui-ci lui avoue alors qu'elle ne pourra plus tomber enceinte. Elle est alors dévastée, non seulement parce qu'elle ne peut plus voir Reed comme elle le voudrait mais aussi parce qu'elle est désormais stérile. Pour lui remonter le moral, William organise l'arrivée de Reed à Genoa à Noël mais aussitôt Reed parti, Victoria retombe dans sa tristesse morose.
- William décide alors d'adopter un bébé sans que Victoria le sache afin de lui faire la surprise. Mais comme les procédures d'adoption sont trop longues, il envisage de passer par une filière illégale. Il fait donc appel à son ami et avocat Rafe Torres qui le met en contact avec une trafiquante d'enfants, Primrose DeVille (nièce de Rose DeVille, la femme qui a kidnappé et vendu Ronan Malloy, le fils aîné de Nina Webster à la naissance). Celle-ci lui demande 2 millions de dollars en échange d'un bébé. Mais William lui demande de prouver qu'elle n'essaye pas de l'arnaquer. C'est là qu'elle lui amène une petite fille du nom de Rose (épisode diffusé en France début juillet 2014 sur TF1). William la paie et Primrose lui donne l'enfant avec tous ses papiers avant de disparaître. Le 14 janvier 2011, William et Victoria adoptent officiellement le bébé quand il l'amène chez eux. Victoria n'en revient pas et tient à être rassurée quant à cette adoption rapide. Celui-ci lui affirme que l'adoption du bébé est légale. Ils constatent que le bébé est roux et décident alors de l'appeler Lucy en référence à la rousse Lucy Ricardo (jouée par Lucille Ball), héroïne de la série des années 1950 I love Lucy.
- Le 3 février 2011, Cane est abattu sur les marches de l'église protestante dans laquelle Jill se marie avec Colin, son nouveau fiancé. Le lendemain, William promet à Lily d'écrire un article sur lui dans lequel il sera précisé qu'il est mort en héros, en voulant protéger sa famille. Peu après, William décide d'engager une nounou pour garder Lucy et Délia. Il finit par embaucher Jana et même par lui proposer d'habiter dans l'appartement du garage, étant donné que Kevin lui a demandé de partir de chez lui. Chloé est furieuse quand elle apprend la nouvelle.
- Le 25 mars 2011, William et Victoria baptisent Lucy. Mais avant la cérémonie, le prêtre informe William qu'il manque le cachet de l'État sur l'acte de naissance de Lucy. Bien que paniqué au début, William parvient à contacter et voir Primrose qui lui met le cachet sur l'acte. Ainsi, la cérémonie peut avoir lieu. Sa marraine est Abby et ses parrains Jack et Nicholas.
- Quelques jours plus tard, William reçoit un appel de Primrose qui lui demande pourquoi avoir parlé de ses activités à une autre personne. William ne comprend pas et lui dit qu'il n'y est pour rien. Pourtant, Primrose lui dit qu'elle est sûre que c'est lui qui a parlé de ses activités à la jeune femme qui est passé la voir. Ensuite, c'est sa conseillère bancaire qui l'appelle pour l'informer qu'une jeune femme est passée afin de se procurer une attestation de son compte. William prend alors conscience qu'il est traqué et il craint que cette personne découvre la vérité sur Lucy.
- En avril 2011, Chloe et Gloria se font arrêter après être entré par effraction dans l'appartement de Jana. Jana souhaite porter plainte. Alors, la police contacte William parce qu'étant le propriétaire de l'appartement, lui seul peut porter plainte contre elles. Chloe lui demande de ne pas faire ça car Jana est une vraie folle; Gloria et elle lui racontent qu'elles ont trouvé un faux ventre de femme enceinte dans son appartement et Jana avait une échographie dans son sac. Jana se défend et William prend la décision de porter plainte. Mais il reste tout de même curieux de savoir pourquoi Jana avait un faux ventre et une échographie. Parallèlement, le procès de Sharon commence et le verdict tombe : elle est déclarée coupable. Juste après le verdict, elle s'évade, grâce à un plan réalisé par Adam.
- William et Kevin décident de fouiller l'appartement de Jana mais celle-ci les surprend. Elle n'e revient qu'ils s'y mettent aussi. Mais William et Kevin lui disent qu'elles se comportent bizarrement dans un sens et ils aimeraient savoir pourquoi. Jana leur dit alors la vérité : elle est à la recherche du bébé de Daisy. Elle leur dit que Daisy a bien accouché à Genoa contrairement à ce que montre la dernière photo d'elle prise quand elle a passé la frontière canadienne avec un gros ventre et qu'elle a abandonné le bébé. Mais elle ajoute aussi que le bébé est malheureusement tombé dans un réseau de trafiquants d'enfants et que la trafiquante d'enfants qu'elle a rencontré, en se faisant passer pour une femme enceinte, s'appelait Primrose. Tout à coup, William pâlit mais ni Jana et ni Kevin ne le voit et trouve une excuse pour s'en aller. Il appelle immédiatement Primrose afin qu'ils puissent se voir. William va voir sa conseillère et demande à voir les images filmées par les caméras le jour où la fameuse jeune femme est passée. Il reconnaît Jana avec une perruque blonde. Il comprend que Lucy est la fille de Danny et de Daisy. Danny lui confirme sa filiation avec Lucy après les funérailles de Sharon.
- Le lendemain matin, le 26 avril (épisode diffusé en France en octobre 2014 sur TF1), Victoria et William se réveillent et découvrent que Lucy et Cordélia ont disparu. Rapidement, ils découvrent que Jana n'est pas là, ses affaires aussi et les affaires de Lucy. Ils prennent conscience que Jana les a enlevés. En effet, la veille au soir pendant que tout le monde dormait, Jana a kidnappé Lucy. Mais comme Cordélia s'est réveillée et l'a vu dans la chambre de Lucy, elle a décidé de l'emmener aussi. Victoria appelle la police. Très vite sont lancés une alerte enlèvement pour les filles et un avis de recherche contre Jana. Quand William appelle Chloé pour la prévenir, celle-ci est furieuse contre lui. Elle l'avait prévenu et il ne l'a pas écouté. Les Chancellor, les Newman ainsi que les Abbott décident d'apporter leur aide à la police. Pendant ce temps, Jana appelle Kevin et lui demande de venir la rejoindre dans une garderie abandonnée. Il s'en va la rejoindre, ne sachant pas ce qu'elle a fait et sans que personne l'ait vu partir. Quand il arrive, il est étonné de voir Lucy et Cordélia en pyjama. Jana ne prend même pas la peine de l'écouter et lui annonce qu'elle a retrouvé sa nièce qui n'est qu'autre que Lucy. Kevin comprend alors que c'est William qui l'acheté à Primrose. Mais très vite, il se demande ce que va devenir Lucy et Jana lui dit qu'ils l'élèveront ensemble et ainsi, ils deviendront une vraie famille. Mais soudain, son portable sonne. C'est Chloé qui essaie de l'appeler pour lui annoncer que Jana a enlevé les enfants mais Jana ne lui laisse pas le temps de décrocher et met son portable dans un verre d'eau pour que personne ne lui dise ce qu'elle a fait. Seulement, Kevin finit par s'en douter et entre dans son jeu afin de protéger les filles. Il lui dit qu'il l'aime aussi mais qu'il veut fonder sa propre famille avec elle et qu'il faut donc qu'elle rende les enfants à leurs parents. Jana est d'accord et décide d'abandonner les enfants à l'église Sainte-Marie. Kevin prévient discrètement William de l'endroit où ils seront par message. Arrivés à l'église, Jana veut immédiatement partir mais Kevin ne veut pas laisser les filles toutes seules et préfère rester avec elle le temps que leurs parents arrivent. Cependant, Jana n'est pas stupide et se rend compte que non seulement Kevin l'a piégé mais aussi qu'il ne l'aime pas. Alors, elle le menace avec une arme afin qu'il la suive. Heureusement, les filles ne restent pas seules longtemps parce que Katherine et Murphy, qui sont dans la crypte de l'église à ce moment-là en train de prier pour la sécurité des filles, entendent les pleurs de Lucy puis juste après, la police ainsi que Victoria, Chloé et William arrivent. C'est alors que Cordélia révèle à ses parents ainsi qu'à la police que Kevin est avec Jana, alors que tout le monde le cherche. William pense alors que Kevin est le complice de Jana mais Chloé refuse de le croire et est certaine qu'il est retenu par Jana contre son gré.
- De retour chez eux avec Lucy, William dit la vérité à Victoria sur Lucy. Elle n'en revient pas et lui jure qu'elle ne laissera personne la séparer de sa fille. William demande alors à Danny de venir chez eux pour rassurer Victoria et lui dire qu'il ne compte pas leur enlever Lucy. Quand Phyllis apprend l'enlèvement de Lucy et Cordélia en regardant la télé, elle se rend immédiatement chez William et Victoria. Mais elle est très surprise d'y trouver Danny et ressent une certaine tension entre les trois. Ensuite, Danny et elle vont au Néon Ecarlate et discutent de sa fille. Phyllis souhaiterait que Danny se bouge afin de la retrouver. C'est alors qu'il lui avoue qu'il sait où elle est, avec de bons parents, mais qu'il ne compte pas lui dire qui elle est. Elle tente de le faire parler mais Danny ne cède pas. Phyllis n'en revient pas qu'il ne se batte pas pour sa fille; elle considère qu'elle leur a été volé, comme Lucy à William et Victoria. C'est alors qu'elle a un déclic : William et Victoria ont adopté Lucy, nouveau-née, peu de temps après l'accouchement de Daisy, Danny a laissé Daisy s'échapper au Canada parce qu'il connaissait l'identité du bébé et ne voulait pas qu'elle la découvre aussi, Jana était à la recherche de sa fille et a enlevé Lucy qui est de plus rousse comme Daisy et elle-même. Il ne fait plus l'ombre d'un doute pour elle que Lucy est la fille de Daisy et de Danny et par conséquent sa petite-fille. Danny ne peut que confirmer et demande à sa mère de ne pas chambouler les vies de Lucy, William et Victoria en leur retirant Lucy. Cependant elle refuse. Elle veut que Lucy soit avec sa famille biologique et comme Danny ne veut pas l'élever, elle veut le faire à sa place. Elle rend visite à William et Victoria. En voyant le regard de Phyllis, Victoria comprend immédiatement que Phyllis sait que Lucy est la fille de Danny. Elle souhaite voir Lucy. Victoria l'autorise à la porter. Les trois amis commencent à discuter mais très vite, la discussion vire à la dispute. À ce moment-là, Danny arrive et les informe qu'il a renoncé à ses droits parentaux. Phyllis est choquée.
- Le lendemain, s'organise une confrontation entre Phyllis, Danny, William et Victoria et leurs avocats pour trouver un arrangement par rapport à Lucy car aucun ne veut aller jusqu'au procès. Phyllis accepte finalement de renoncer à Lucy. Mais après que Chloé a récupéré Cordélia, que Jana avait abandonnée dans une église avec Lucy, elle a demandé la garde exclusive de sa fille parce qu'elle tenait William pour responsable de l'enlèvement de leur fille et dans les raisons qu'ils l'ont poussée à le faire, elle a mentionné le fait que William a acheté Lucy auprès d'une trafiquante d'enfants. Malheureusement, William n'a pas été mis au courant de la demande de Chloé. Alors après avoir trouvé une solution pour Lucy, le service de protection à l'enfance arrive chez William et Victoria et les informe qu'ils viennent leur retirer Lucy à cause de son adoption illégale décrite par Chloé dans les raisons qui la poussent à demander la garde exclusive de Cordélia. Victoria est effondré et William est doublement furieux. Par contre, Phyllis voit en cette situation une chance de récupérer Lucy. Cependant, Leslie Michaelson, la nouvelle avocate de Phyllis, l'informe qu'elle ne pourra pas récupérer Lucy, ni William et Victoria d'ailleurs, tant que Daisy n'aura pas renoncé à ses droits parentaux.
- Quelque temps plus tard, Kevin réussit à convaincre Chloé de retirer sa demande de garde exclusive. Alors qu'elle en informe William, celui-ci commence à lui faire des reproches notamment sur sa relation avec Kevin. Pour Chloé, sa réaction est très mal venue, surtout de sa part, alors que lui s'est marié ivre avec Victoria en Jamaïque. Elle change d'avis et préfère continuer sa demande.
- Après que les services sociaux leur ont retiré Lucy, la juge a accordé la garde temporaire à Danny et interdit à William de publier quoi que ce soit sur cette histoire. Phyllis est plus qu'heureuse : elle pense que de cette manière, Danny va finir à s'attacher à sa fille. Mais elle n'en revient pas quand il lui dit qu'il va s'installer dans l'appartement du garage de William et Victoria pour que Lucy soit plus proche de ses "parents". Après qu'il est parti, elle décide de publier un article sur Danny et Lucy sur le site de Style & Effervescence afin d'attirer Daisy à Genoa et empêcher William et Victoria d'adopter Lucy. Rafe prévient William qu'il n'aurait jamais dû faire ça, pensant qu'il est l'auteur de l'article, mais William lui affirme que non. Danny, Victoria, Rafe et lui comprennent que c'est Phyllis qui l'a écrit. Furieux, William se rend chez Phyllis et lui annonce qu'elle est virée en essayant de contenir sa colère. Après avoir lu l'article de Phyllis, Rafe pense qu'il est mieux que Danny rentre chez lui avec Lucy car la juge pourrait penser que William et Victoria la trompent et s'occupent de Lucy. Kevin parvient à supprimer l'article.
- Mais quelques jours plus tard, Rafe les informe que la juge va retirer les droits parentaux de Daisy étant donné qu'elle ne s'est pas présenté à Genoa depuis que l'identité de Lucy a été rendue publique. De plus, il leur annonce qu'elle a décidé de restaurer les droits parentaux de Danny. À la fin de la sentence, Danny dit à la juge qu'il souhaite donner ses droits parentaux à William et Victoria, ce qu'elle refuse car elle n'a pas d'éléments suffisants qui pourraient aller dans ce sens-là. Cependant, Kevin arrive au tribunal pour témoigner en faveur d'eux. Danny en est ravi et finalement, la juge accorde la garde de Lucy à William et Victoria. Mais quelques minutes plus tard, Phyllis arrive avec Leslie et Daisy. Tout le monde est choqué. Danny se dispute avec sa mère, William interdit Daisy d'approcher Lucy. Daisy, qui a passé un marché avec Phyllis, leur annonce qu'elle est venue se rendre aux autorités et donner ses droits parentaux à Phyllis pour espérer voir Lucy. Lauren et Michael, qui sont également présents, n'en reviennent pas et en veulent à Phyllis terriblement. William et Victoria s'en vont avec "leur" fille et comptent bien empêcher Phyllis et Daisy de leur prendre Lucy.
- Le 17 juin 2011 (épisode diffusé en France le 21 novembre 2014 sur TF1), une dernière audience a lieu quant au devenir de Lucy. Leslie déstabilise William, Victoria et Danny en parlant de leur passé, ce qui permet à Daisy d'avoir la garde de Lucy. Mais étant donné qu'elle est en prison, Phyllis obtient la garde temporaire. Victoria est effondrée, William aussi mais ne le montre pas. Il souhaite faire appel à la décision de la juge mais Rafe lui dit qu'il ne peut plus rien faire car pèsent dans la balance que Daisy est la mère biologique de Lucy et lui a acheté Lucy. Après avoir perdu Lucy, Victoria et William s'éloignent. William fait ses valises et quitte la maison. Il se rend au Jimmy's où il se saoule afin de tout oublier.

### William et Victoria: la séparation
- Toutes ses journées, William traîne dans les bars, joue et parie. Nick vient lui rendre visite dans son mobil home et le trouve dans un état lamentable. William lui dit qu'il a tout perdu et qu'il n'a plus rien à perdre. Il lui propose même de lui vendre Style & Effervescence. Dans un premier temps, Nick refuse mais finit par accepter. William est choqué d'apprendre que sa première décision en tant que propriétaire du magazine ait été de réengager Phyllis, qui est à l'origine de ses problèmes avec Victoria.
- William et Victoria se voient très peu étant donné que William se retrouve avec un seul ami : la boisson. Quand ils se voient, leurs rapports sont froids. Victoria a même cru qu'il l'a trompé quand elle a vu une femme à moitié nue chez lui. Mais William lui a expliqué que c'est elle qui l'a suivi et qui s'est déshabillée pour coucher avec lui alors qu'il a refusé et la jeune femme a confirmé. Elle tient tout de même à le soutenir, le 12 juillet 2011, lorsqu'à lieu l'audience pour la garde de Delia car elle sait que c'est un très bon père et elle ne peut pas voir ni William ni Delia séparés l'un de l'autre. Son témoignage permet à William de ne pas perdre la garde de sa fille car la juge décide de donner sa décision le lendemain. Cependant, elle lui annonce qu'ils ne sont pas de nouveau ensemble pour autant. William est donc déçu alors il décide d'aller se saouler au Gloworn. Là, une jeune femme le drague. Il lui fait comprendre qu'il n'est pas intéressé mais lorsqu'il s'en va, elle le suit et le drague de nouveau. Il accepte de payer le taxi pour elle sauf que des policiers arrivent au même moment et en pensant qu'il paie une prostituée, l'arrête pour sollicitation. Le lendemain, William ne se présente pas à l'heure pour l'audience. Chloé et Jill pensent qu'il s'est fourré dans un bar ou qu'il est complètement assommé par l'alcool chez lui. Or, il est en prison. Rafe réussit tout de même à le faire sortir de prison à temps pour assister à l'audience. Arrivé au tribunal, la juge lui demande s'il est vrai qu'il s'est fait arrêter la veille en compagnie d'une prostituée. William est contrait de dire que c'est vrai mais il tente de lui expliquer ce qu'il est passé. Sauf que la juge n'en tient pas compte. Elle statue donc en faveur de Chloé : William perd la garde de Delia et n'obtient que des droits de visite surveillés. Il est anéanti. Victoria apprend la nouvelle par son père et en informe les Abbott, qui ne savaient même pas que l'audience avait lieu. Après l'audience, il se rend au Jimmy's dans l'intention de boire. Sauf que Cane, fraîchement engagé en tant que barman, refuse de le servir. Quand William lui dit qu'il s'en va, Cane lui sert plusieurs verres d'affilée et pousse William à les boire. Mais en fait, il essaye de lui faire prendre conscience que ce n'est pas la bonne solution et arrive. William s'en va alors sans avoir rien bu mais pourtant il fait un accident de voiture. Il n'est blessé que légèrement. Quand sa famille vient à son chevet, elle est convaincue qu'il était ivre au volant. Or, William leur affirme que non, ce que les tests toxicologiques vont confirmer. Il sort rapidement de l'hôpital et ce jour-là, c'est son anniversaire. Malheureusement, il passe un assez triste anniversaire, malgré la petite fête qu'organise sa famille chez Tucker. Sa famille tente cependant de lui remonter le moral et de pallier l'absence de Victoria : Ashley lui prépare son gâteau préféré et lui offre la chevalière de leur père pour qu'il suive son exemple et avoir une vie tout autant heureuse. Mais il s'en va rapidement et se rend au parc. C'est alors que Cordélia, invitée à un anniversaire qui se déroule dans le parc, le voit et vient le voir, tout seul sur un banc. Quand Chloé l'apprend, elle s'en prend à William, ce que Victoria et Kevin trouvent injuste.
- Le soir du 1er août, Diane s'en prend directement et indirectement à chacun de ses ennemis. Il y a donc une tension palpable en ville. William se saoule à l'Athlétic Club. Victor le voit et lui lance un pic. C'est alors qu'ils se battent jusqu'à tant que des policiers les séparent et arrêtent William. Le lendemain, Victoria décide de payer sa caution, ce qui fait qu'il sort immédiatement. Aussi, elle lui apprend la mort de Diane. Elle lui propose de boire un café avec lui mais il refuse et préfère qu'elle le laisse tranquille désormais. Puis, il retourne chez lui afin de prendre des vêtements. Là, il tombe sur le tableau de Victoria et lui déguisés, que Victoria avait commandé pour son anniversaire. Victoria arrive à ce moment-là. Elle lui demande de rester pour discuter. Ils finissent par s'avouer qu'ils ont besoin l'un de l'autre et couchent ensemble sur le canapé. Victoria pense alors qu'ils ont fini par se réconcilier mais alors qu'elle s'absente pour faire du café dans la cuisine, William se rhabille, prend ses valises et s'en va en pensant que Victoria sera mieux sans lui. Quand Victoria revient, elle trouve le salon vide. On voit ensuite William dans un avion vers une destination inconnue. Le lendemain, Hong Kong Airlines appelle Victoria pour lui dire que William a oublié son portable dans l'avion. Dévastée, elle comprend qu'il l'a quitté pour de bon.

### La maladie de Cordélia
- Peu après, début septembre, Cordélia tombe malade. Elle est fiévreuse donc sa famille pense qu'elle a la grippe mais sa température monte soudainement. Emmenée d'urgence à l'hôpital, les médecins annoncent à Chloé que Delia a une leucémie et qu'elle a besoin d'une greffe de moelle osseuse. Elle est abattue. De nombreuses personnes passent le test mais personne n'est compatible. Les Abbott ainsi que Victoria et Jill se mettent à la recherche de William pour l'informer de l'état de santé de sa fille et pour qu'il puisse faire le test. Jack demande de l'aide à Victor pour le retrouver et c'est finalement lui qui, en secret, le retrouve emprisonné en Birmanie. Il lui propose un marché : il fait en sorte de le libérer à condition qu'il ne s'approche plus de Victoria. William lui dit d'aller au diable mais est contraint d'accepter le deal quand Victor lui apprend l'état de santé de Delia. Ils arrivent secrètement à Genoa, dans le mobil-home de William. Victor appelle Kevin, qui les rejoint. Il est étonné de voir William et s'apprête à appeler Chloé pour l'avertir mais Victor l'en empêche. Il lui dit que personne ne doit savoir que William est là parce qu'il a de gros problèmes mais comme il doit être testé pour possiblement sauver sa fille, il lui demande de faire croire à tous que l'échantillon de sang de William qu'il va lui donner est le sien. Pour la survie de Cordelia, Kevin accepte. Le soir même, William réussit à aller à l'hôpital incognito pour voir Delia, que Chloé a laissé seule un moment. Elle dort mais William reste avec elle et lui parle. Au retour de sa mère accompagnée de Kevin, elle se réveille et leur dit qu'elle a rêvé que son père était venu la voir. Chloé la rassure mais voit tout de même qu'elle souffre de son absence. Alors Victoria commence à envoyer des mails à William dans lesquels elle lui demande de rentrer, qu'elle l'aime et que sa famille a besoin de lui. William les reçoit et tente de répondre à l'un d'entre eux un jour mais Victor le surprend et le menace de révéler ce qu'il a fait à toute sa famille. De plus, il lui dit que Victoria voit un autre homme et qu'elle a tourné la page. Mais William ne le croit pas et le soir venu, il se rend chez Victoria et a la mauvaise surprise de voir Sam (voir Sharon Newman et Victoria Newman) monter à l'étage avec elle dans ses bras. En réalité, ce qu'il ne sait pas, c'est que Sam porte Victoria pour monter à l'étage parce que celle-ci s'est foulée la cheville en descendant de cheval la veille. William s'avère être compatible avec Cordélia, Kevin fait alors croire à tout le monde que le premier test qu'il a fait n'était pas concluant et que selon le second, il est bien compatible avec Delia : elle est donc sauvée. Tout le monde est heureux et Victoria lui dit que William serait reconnaissant de ce qu'il fait pour sa fille s'il était là. Kevin est embarrassé mais ne le montre pas trop.
- Le 5 octobre 2011 (épisode diffusé en France fin février 2015 sur TF1), William va voir Katherine à l'hôpital, déguisé en médecin, après avoir appris qu'elle avait fait un AVC. Alors qu'il prend l'ascenseur pour s'en aller, Cane arrive par la porte des escaliers et a tout juste le temps de le voir. Il le reconnaît et le suit jusqu'à son mobil-home. Cane lui demande pourquoi il ne dit pas à sa famille qu'il est de retour, pourquoi il se cache. William ne lui raconte qu'un bout de l'histoire et lui fait promettre de ne dire à personne, même à Lily, qu'il est de retour. Quand Cane mentionne que grâce à Kevin, Cordélia va guérir, William lui répond de manière sarcastique. Il comprend alors qu'il est le véritable donneur et que Victor a fait en sorte que tout le monde croit qu'il s'agit de Kevin. Pendant ce temps, Victoria entame une procédure de divorce, ne pouvant plus supporter la situation dans laquelle elle est avec William.
- Peu avant la fin du mois d'avril, la transplantation de Delia a lieu et Victor fait un généreux don à l'hôpital pour que les médecins fassent croire à tous que Kevin a donné sa moelle osseuse à Delia. Après l'opération, Victor dit à William qu'il quittera définitivement la ville dès que sa fille sera guérie. Avec la complicité de Kevin, il réussit à aller la voir après son opération. Quand arrive le temps de partir, William refuse de suivre Victor mais celui-ci le force en lui montrant une vidéo (qu'on ne voit pas à l'écran) qui n'est pas à son avantage visiblement puisqu'il finit par le suivre à l'aéroport mais réalise une échappée belle sans qu'il s'en aperçoive. En effet, il ne prend pas l'avion et s'installe dans un hôtel reculé de Genoa pour faire croire à Victor qu'il est bien parti. Le soir d'Halloween, il rend visite à Delia déguisé en père noël puis se rend à la fête d'Halloween organisée par Victoria. Il voit sa femme complètement ivre faire un discours dans lequel elle remercie tout le monde d'être venu et leur dit qu'elle regrette qu'il ne soit pas là avec elle. Nick la raccompagne chez elle, William les suit. Nick laisse Victoria devant la porte de chez elle mais celle-ci, tellement ivre, ne trouve pas ses clés. Alors William se montre, l'aide à rentrer chez eux, l'allonge sur le canapé et l'embrasse. Elle le reconnaît mais s'évanouit juste après. En se levant avant de partir, il aperçoit les papiers du divorce signés sur la table, ce qui le laisse sans voix.

### Les retrouvailles avec Victoria
- Le lendemain, il demande à Cane de le rejoindre et lui explique entre autres qu'il a été accusé de trafic de drogue mais qu'une fille du nom de Chelsea Lawson pourrait l'innocenter. Il lui demande de l'aide afin de retrouver sa trace pour que son nom puisse être lavé dans cette histoire et ainsi revenir définitivement auprès de ses proches à Genoa. Réticent, au début, Cane finit tout de même par accepter. Aidé par Ronan, il contacte les autorités birmanes pour avoir des renseignements sur elle ou même sur William mais il n'en tire aucune information. William vient donc à la conclusion que Victor a payé les autorités du pays pour qu'elles ne parlent ni de lui ni de Chelsea. Alors, Cane décide d'aller sur place. Avant son départ, William lui dit qu'il lui enverra une photo de Chelsea dès qu'il réussira à en trouver sur l'ordinateur de Victor. Pour ce faire, il demande à Kevin de pirater l'ordinateur de Victor et ils finissent par en trouver une puis l'envoient à Cane. Pendant ce temps en Birmanie, Cane se rend dans le bar d'une plage touristique que lui a indiqué William. Il rencontre la serveuse, américaine, et lui demande si elle ne connaît pas Chelsea Lawson. La serveuse lui affirme que non étant donné tous les passages de touristes étrangers dans ce bar. Seulement quelques minutes plus tard, Cane reçoit la photo de Chelsea sur son portable et se rend compte qu'il s'agit de la serveuse. Mais celle-ci s'est déjà enfuie.
- À Genoa, Victor se rend compte que William est toujours là. Il le retrouve et lui dit qu'il va se charger personnellement cette fois de le faire partir. Il paie un homme du nom de Tank afin qu'il l'accompagne jusque dans un monastère isolé en Inde. Au même moment, on apprend que Cordélia est en rémission. Victoria commence alors à penser que William a des problèmes et qu'il ne peut pas les contacter parce qu'il serait revenu s'il avait su que sa fille était malade. Elle décide donc de partir à sa recherche en Birmanie avec Jill en secret. Arrivées sur place, elles se rendent à l'ambassade des États-Unis et apprennent qu'il était en prison pour trafic de drogue et qu'il a mystérieusement disparu du jour au lendemain. Parallèlement, Cane finit par être chassé du bar dans lequel il a vu Chelsea par des hommes qui lui disent qu'il pose trop de questions. Peu après, Jill & Victoria arrivent dans ce bar et commencent elles aussi à poser des questions. Un homme s'approche d'elle en leur disant qu'il sait où est William et leur donne rdv derrière le bar pour partir à sa rencontre. Cane, caché près du bar, les voit de loin et les sauve ensuite quand l'homme, qui voulait les piéger avec de la drogue de la manière que l'a été William tente de les enlever. Cane leur explique qu'il les a suivis parce que la Birmanie est un pays très dangereux et donc qu'il faut qu'ils rentrent maintenant. Ils prennent l'avion mais alors qu'ils font escale à New-York, Victoria préfère rester seule sur place et les pousse à rentrer à Genoa. Quant à William, il se lie d'amitié avec Tank, qui lui permet entre autres de dire au revoir à Delia. Ils prennent l'avion et font escale à New-York. William lui demande alors de le laisser partir mais Tank refuse jusqu'à ce que Victor lui ordonne par téléphone de rester au monastère avec William pour le surveiller. À ce moment-là, Tank s'énerve et dit à William qu'il le laisse en lui conseillant d'attendre un peu pour retourner sur Genoa (Il s'avère ensuite que cette mise en scène était un plan de Victor qui a changé d'avis au dernier moment après avoir vu à quel point William manquait à Cordélia). William & Victoria s'arrêtent tous les deux dans le bar de l'aéroport et celle-ci finit par le voir. Contents de se retrouver, ils se serrent fort et s'embrassent. Elle lui dit qu'elle s'est tellement inquiétée et il lui dit qu'il ne voulait qu'être auprès d'elle et de Delia. À cause du mauvais temps, aucun avion ne décolle de l'aéroport alors les compagnies paient à leurs passagers des chambres d'hôtel. Comme par hasard, William & Victoria se retrouvent dans le même hôtel dans des chambres côte à côte. Mais ne pouvant plus être séparés l'un de l'autre, ils ouvrent au même moment la porte qui sépare leurs chambres, s'embrassent et font l'amour. Après ça, William lui avoue qu'il était à Genoa tout le temps qu'on le cherchait, qu'il est le véritable donneur de Delia et le pacte que Victor lui a forcé à passer. Victoria tombe des nues.

### Le retour de William
- William & Victoria rentrent ensemble à Genoa le jour de Thanksgiving. Dans l'avion, William est excité à l'idée de pouvoir serrer sa fille contre lui alors que Victoria est de plus en plus en colère contre son père. Un moment donné, il lui avoue qu'il a rencontré une fille en Birmanie mais Victoria l'arrête en lui disant qu'elle ne veut pas entendre la suite puisqu'elle sait qu'il l'aime et qu'ils pourront faire table-rase du passé ensemble. Ils arrivent juste à temps au dîner de Thanksgiving chez les Chancellor. Tout le monde est fou de joie et soulagé de le revoir, Cordélia court dans les bras de son père, plus qu'heureuse qu'il soit là. Cependant, William & Victoria ont la mauvaise surprise de voir Victor dans le salon. Après que celui-ci se soit défilé, William explique à ses proches ce qu'il a vécu, hormis le pacte avec Victor. Quant à Victoria, elle confronte son père le lendemain, et lui dit que tout est fini entre eux désormais.
- Peu après leur retour, William & Victoria reçoivent l'officialisation de leur divorce le 28 novembre. Ils se promettent alors de se remarier un jour. Parallèlement, Ashley & Jack proposent à William de codiriger Jabot avec eux. Mais William refuse étant donné qu'il a d'autres projets : en effet, il souhaite racheter Style & Effervescence. Nick refuse dans un premier temps mais après avoir renvoyé Phyllis, il se ravise. Aussitôt, Ricky, le fils de Paul de retour en ville, demande à William de l'engager en tant que rédacteur en chef à la place de Phyllis. Pour l'épater avec une information inédite, avant son entretien, il s'introduit au poste de police et apprend que Nikki, de retour en ville aussi, est la nouvelle suspecte du meurtre de Diane. Alors quand, à la fin de l'entretien, William le recale, il lui lance cette bombe. William n'y croit pas et le met à la porte. Alors avec l'aide de Phyllis, il pirate le site de Style & Effervescence et y poste un article accusant implicitement Nikki d'être la meurtrière de Diane. Après avoir vu Lucy & Phyllis au marché de Noël, Victoria se rend compte à quel point un enfant manque dans sa vie. Alors, avec William, ils décident d'adopter mais légalement cette fois-ci et s'inscrivent dans une agence d'adoption.
- Le 24 décembre (épisode diffusé en France en avril 2015 sur TF1), a lieu le mariage de Chloé & Kevin. Mais alors que tout le monde attend Kevin, celui-ci appelle Chloé et lui dit qu'il annule le mariage car il a besoin de temps pour réfléchir. Chloé, le cœur brisé, lui dit qu'elle comprend et qu'ils auront une discussion à son retour. Victoria annonce la mauvaise nouvelle aux invités. Pendant ce temps, William demande à Chloé s'il peut épouser Victoria étant donné qu'il voulait la redemander en mariage. Chloé accepte et demande à Victoria d'accepter la demande de William en lui disant que ça lui ferait très plaisir. Alors, William et Victoria se remarient avec Chloé comme demoiselle d'honneur. Elle leur fait aussi cadeau de sa lune de miel, qui a lieu en Jamaïque ironiquement, là où ils se sont mariés la première fois. Durant leur lune de miel, ils revoient le couple qu'ils avaient rencontré en Jamaïque avec un enfant, ce qui les attriste. En même temps, William est tourmenté car des souvenirs de sa rencontre avec Chelsea sur la plage en Birmanie lui reviennent. Mais ils interrompent leur lune de miel quand l'agence d'adoption les informe qu'une mère a retenu leur profil et accepte de leur donner son bébé.

### L'arrivée de Chelsea Lawson à Genoa
- Arrivés chez eux le soir du réveillon, une femme se présente sur le pas de leur porte et demande à voir Liam. William la reconnaît : c'est Chelsea. Il la présente à Victoria en lui disant que c'est à cause d'elle qu'il s'est retrouvé en prison car c'est elle qui l'a piégé avec la drogue. Chelsea nie tout et annonce à Victoria qu'il l'a violé avant de leur montrer son ventre rond en leur disant qu'il est le père du bébé. Ils n'en reviennent pas. William avoue qu'il a dansé avec elle dans le bar et qu'il l'a même embrassé en pensant que c'était Victoria. Ensuite, il dit que Chelsea a drogué sa boisson et que le lendemain, il s'est réveillé entouré de policiers avec de la drogue dans son sac. Mais il affirme à Victoria qu'ils n'ont pas couché ensemble. Chelsea leur propose alors de faire un test ADN pour prouver ce qu'elle dit mais William refuse car pour lui, il ne s'est rien passé. Mais après son départ, il avoue à sa femme qu'il n'a pas de souvenir de cette nuit mais que même s'il a couché avec elle, jamais il n'aurait pu la violer. Victoria le croit mais réalise qu'il n'y aura plus d'adoption maintenant. Cependant, elle se demande comment elle a pu le retrouver en sachant qu'il ne lui a même pas donné son vrai nom. C'est alors qu'ils comprennent que c'est Victor qui l'a envoyé ici pour les séparer.
- Les jours qui suivent, Chelsea commence à se pavaner dans la ville avec son gros ventre et dit à qui veut l'entendre, dont Adam, qu'elle porte l'enfant de William, ce qui l'agace très vite. Alors quand elle débarque au Jimmy's, alors qu'il y passe la soirée avec Victoria et des amis, et montrent à plusieurs personnes (comme Chloé, Danny, Eden, Cane..) son ventre, William s'emporte contre elle et lui dit qu'il va lui réserver une chambre d'hôpital le soir même pour faire le test ADN. Le lendemain, les résultats tombent : William est bien le père du bébé. Après ça, William décide de discuter calmement avec Chelsea puisqu'elle avait raison après tout. Elle lui avoue qu'elle s'amusait à piéger les touristes comme lui en Birmanie mais que contrairement aux autres, lui, lui plaisait beaucoup. Donc, elle l'a drogué et a couché avec lui de son plein gré. Elle ajoute qu'elle ne changera jamais sa version quand soudain William lui montre un appareil enregistreur. Il l'a piégé, a enregistré leur conversation et la fait écouter à Victoria. De cette manière, elle ne peut plus rien prétendre. Chelsea lui dit plus tard qu'elle accepte de s'en aller à condition qu'il lui donne 3 millions de dollars. Mais William refuse parce qu'il a un autre plan avec Victoria : faire en sorte que Chelsea renonce à ses droits parentaux une fois l'enfant né de manière à pouvoir l'élever avec Victoria. Alors quand ils la surprennent au Jimmy's en train de commander une bière et un hamburger, ils l'arrêtent de suite et lui propose de venir vivre chez eux, dans l'appartement de leur garage afin qu'ils puissent la surveiller. Pas très enchantée au début, elle finit tout de même par accepter. Après son installation, elle se montre plus gentille. William & Victoria pensent alors qu'elle commence à s'ouvrir à eux mais en réalité, Chelsea les berne. Derrière leur dos, elle passe un appel à quelqu'un en lui disant qu'ils sont tombés sur des bons pigeons et qu'ils seront bientôt riches.
- Chelsea commence à se montrer vicieuse, en posant des questions indiscrètes à Victoria sur les démêlés de sa famille avec la justice ou en revenant sur le fait que ni elle ni William n'aient la garde de leur enfant. De plus, elle rappelle constamment à Victoria sa stérilité et notamment lorsqu'elle passe l'échographie du 6e mois quand la gynécologue pense qu'elle est leur mère porteuse. Durant cette échographie, William, Victoria et Chelsea découvrent qu'elle attend un garçon. Chelsea se rend assez vite compte qu'elle ne pourra séparer William & Victoria alors le 2 février, elle leur annonce qu'elle souhaite qu'ils élèvent son enfant après sa naissance. Mais juste après, sa mère Anita débarque, prétextant être à sa recherche et stupéfaite de la voir enceinte. Elle s'excuse auprès de William & Victoria en disant que le père de Chelsea et elle-même, missionnaires, ne l'ont pas élevé comme ça. Elle est prête à partir avec elle mais les Abbott, qui doutent de sa sincérité, lui demandent de s'installer avec Chelsea afin de pouvoir la surveiller. En même temps, William demande à Paul d'enquêter sur elle.
- Peu après, Anita se rend chez Victor pour lui réclamer de l'argent mais il la fait jeter hors du ranch en lui rappelant qu'elle a un téléphone pour l'appeler. Cependant, Anita perd sa boucle d'oreille sans s'en rendre compte. Au même moment, Chelsea ressent des contractions, William & Victoria l'amènent à l'hôpital. Anita les rejoint et Nikki, également présente, constate qu'il lui manque une boucle d'oreille. Elle la retrouve dans le salon de Victor et comprend qu'il est impliqué dans l'arrivée des Lawson à Genoa. Paul découvre qu'Anita est une arnaqueuse impliquée dans de nombreuses affaires qui utilise une douzaine d'alias comme Amelia Larson et Anita Bennett. Quant à Chelsea, il découvre qu'elle aide à sa mère à réaliser ses arnaques depuis l'âge de 10 ans. Après qu'Anita ait avoué que c'est bien Victor qui les a fait venir à Genoa, Chelsea révèle à Victoria qu'elle a rencontré son père en Birmanie alors qu'il faisait libérer William. Elle lui a confié qu'elle a couché avec William avant sa détention et ils ont gardé contact. Ensuite, elle a découvert qu'elle était enceinte et elle l'a appelé. C'est alors que Victor les a fait venir à Genoa avec sa mère en leur promettant beaucoup d'agent si elle arrivait à briser son mariage avec William. Avec toutes ces révélations, William met Anita dehors et laisse le choix à Chelsea de suivre sa mère ou de rester chez eux. Chelsea, qui ne veut pas utiliser son bébé pour gagner de l'argent, préfère rester. Ensuite, elle accepte de signer les papiers relatifs à la garde du bébé avant sa venue après que les Abbott lui aient garanti qu'elle ferait partie de sa vie tout de même. De plus, ils lui promettent de l'aider financièrement après la naissance du bébé pour qu'elle rebondisse et que son fils soit fier d'elle.

### La naissance de Johnny
- Peu après, William s'en va à Los Angeles après qu'on lui a proposé de faire une émission sur Restless Style. Il y reste plus longtemps que prévu afin de tourner l'épisode pilote. Abby se porte alors volontaire pour aider Victoria à garder un œil sur Chelsea. Cependant, cette surveillance quotidienne finit par le peser. Le 9 avril, elle décide d'aller voir Adam pour déjeuner avec lui, ce qui lui permet de se changer les idées. Mais en partant, elle oublie son portable. Adam le lui rapporte le soir-même et soudain Victoria, catastrophée de le voir chez elle, lui ordonne de s'en aller et interdit Chelsea de le revoir pour la sécurité du bébé. Celle-ci s'énerve, mécontente que Victoria veuille diriger sa vie, et remet en question le choix qu'elle a fait par rapport au bébé avant de s'enfuir. Adam, Abby et Victoria se mettent à sa recherche. Sachant qu'elle aime aller seule au lac Concorde pour réfléchir, il décide de fouiller à cet endroit et découvre que Chelsea est tombée dans le lac gelé. Il réussit à la sauver, en risquant sa propre vie, et l'emmène dans la cabane près du lac pour qu'elle se réchauffe. Mais le bébé commence à arriver et ils n'ont pas le temps d'aller à l'hôpital. Adam la rassure et l'aide à accoucher de son garçon. Pendant ce temps, William rentre chez lui et trouve la maison vide. Abby l'avertit de ce qui s'est passé. Il lui dit alors qu'elle pourrait être au lac Concorde puisque c'est un endroit où elle aime aller. Quant à Victoria, elle demande de l'aide à son père qui envoie un hélicoptère à la recherche de Chelsea. À la cabane, Chelsea tombe en hypothermie. Adam place le bébé dans ses bras et appelle les secours, s'assurant qu'elle sera entre de bonnes mains, avant de s'en aller. L'hélicoptère de Victor localise la cabane, Victoria trouve Chelsea complètement groggy avec le bébé dans les bras puis arrivent William et Abby.
- Chelsea et son fils sont transportés à l'hôpital. Elle reprend conscience assez vite mais ne sait plus ce qui s'est passé. Quand William et Victoria lui demandent si elle compte toujours leur donner le bébé, Chelsea réplique qu'elle veut voir son fils avant de prendre quelconque décision. Elle prend alors conscience qu'elle aurait voulu le garder mais qu'elle ne peut plus désormais et lui dit au revoir. Elle renonce à ses droits parentaux sur le bébé et après maintes hésitations, William et Victoria décident de l'appeler John, en mémoire de son grand-père. Adam vient ensuite la voir dans sa chambre et elle réalise que c'est lui qui l'a sauvée de la noyade et qui l'a accouché. Elle le remercie mais il lui demande de ne le dire à personne. Finalement, elle dit la vérité à Victoria après qu'elle s'en est encore pris à lui alors qu'il était devant la nurserie en train de regarder John. Quelques minutes plus tard, Victor lui rend visite. On découvre alors qu'il a envoyé Chelsea en Birmanie, à la base, pour qu'elle séduise William et prenne des photos compromettantes d'eux deux après avoir drogué sa boisson avec une drogue qu'il lui a donnée. Mais comme elle a échoué et est tombée enceinte alors que ça ne faisait pas partie du plan, il lui propose de quitter la ville en échange d'argent. Nikki entend toute leur conversation et finit par le quitter.
- William et Victoria sont bien obligés d'accepter qu'Adam ait changé. Ils le remercient pour ce qu'il a fait. Le lendemain, ils organisent une fête pour la sortie de l'hôpital de John, qu'ils surnomment Johnny. Avant que la fête ne débute, Adam avoue à Victoria que leur père a payé et envoyé Chelsea en Birmanie pour briser son couple. La fête se passe bien jusqu'à ce que Victor débarque. William met fin à la fête, demandant aux invités de partir. Victoria confronte son père par rapport au plan qu'il a élaboré du début à la fin pour la séparer de William, le met dehors et lui ordonne de ne plus jamais revenir. Peu après a lieu l'audience pour que Victoria puisse adopter Johnny et Chelsea, avec le soutien d'Adam, renonce officiellement à ses droits parentaux sur lui. Mais à leur grande surprise, William & Victoria constatent que Chelsea ne quitte pas la ville après. Inquiets de savoir qu'elle peut chercher à reprendre son fils, ils lui proposent de l'aider financièrement. Chelsea comprend tout de suite qu'ils veulent qu'elle parte mais elle leur fait comprendre qu'ils n'ont rien à craindre, qu'ils peuvent vivre tranquillement avec Johnny et que son but désormais est de devenir une personne meilleure avec Adam à ses côtés.

### L'émission sur Restless Style
- En mai 2012, Sharon et Victor se mettent officiellement en couple, ce qui dérange beaucoup de monde et pour commencer Victoria. Elle critique Sharon et la pique en lui disant qu'elle n'est que la distraction du moment de son père. De rage, celle-ci lui annonce qu'elle a couché avec William la veille de son mariage avec Chloé. Victoria confronte William qui lui dit que c'est vrai mais que c'est du passé et que ça n'a jamais été sérieux entre eux. Cependant, pour se venger, elle le dit à son père, qui va alors se montrer très froid envers Sharon pendant plusieurs jours. Il lui demande même de s'en aller sans explication. Sharon finit par comprendre ce qu'a fait Victoria et elle-même confronte Victor pour tout lui expliquer. Ils se réconcilient et couchent ensemble.
- William s'en va de nouveau à Los Angeles pour signer avec la chaîne qui a accepté de diffuser l'émission sur Restless Style. Il revient à Genoa le jour de l'Indépendance sans en avertir Victoria afin de lui faire la surprise. Elle lui apprend alors pendant son absence, Adam & Chelsea se sont fiancés, et lui confie qu'elle craint qu'ils ne s'allient pour récupérer Johnny.
- Peu après, Phyllis est arrêtée pour tentative de meurtre sur agent fédéral (Christine Blair) en 1994, ce qui retarde la diffusion de l'émission sur Restless Style. Alors qu'elle comptait justement utiliser le magazine pour se défendre, William est contraint de la virer car les producteurs de Los Angeles le menacent d'annuler l'émission si elle reste dans l'équipe du magazine. Elle accepte son renvoi et lui demande de ne rien écrire sur l'affaire en contrepartie mais il lui annonce qu'elle fera bien la couverture du prochain numéro et qu'on parlera d'elle dès le pilote de l'émission. Quand Nick apprend ça, il se rend dans les locaux du magazine et donne un coup de poing à William. Celui-ci apprend ensuite que des caméras ont été placées dans les locaux et que par conséquent elles ont filmé son altercation avec Nick. Malgré tout, William décide d'inclure cette scène dans la bande-annonce de l'émission. Avery réussit alors à obtenir une mesure de non-publication de la scène dans l'émission auprès d'un juge.
- Le 3 août 2012, son frère Jack épouse Nikki. En même temps, Victor épouse Sharon à bord de son jet pour Las Vegas et fait filmer leur mariage. Il envoie la vidéo à William pour qu'il la poste en ligne. Victoria lui demande de ne pas le faire car cela ruinerait le mariage de sa mère. William attend donc la fin de la cérémonie pour la poster en ligne, ce qui fait l'effet d'une bombe. Mais le soir même, Victor disparaît mystérieusement. Sharon, croyant qu'il l'a abandonné quelques heures après leur mariage pour retrouver Nikki, se rend ivre au manoir Abbott à sa recherche. Elle fait un scandale et Nikki finit par la pousser dans la piscine. Le lendemain, l'émission sur Restless Style est retransmise en direct avec Chloé & Abby en tant que commentatrices. Elle rencontre un gros succès car William descend Phyllis dans son émission (Rafe a réussi à lever la mesure de non-publication lancé par Avery) et Abby se moque ouvertement du mariage de son père avec Sharon. À la fin de l'émission, William dit aux téléspectateurs qu'il leur révèlera une grosse information sur Phyllis dans la prochaine émission. Il avoue, en rentrant chez lui, à Victoria qu'il n'a rien sur elle en fait et qu'il a menti pour faire monter l'audimat. Il se met alors à chercher quelque chose de croustillant sur Phyllis pour ne pas perdre toute crédibilité lors de la deuxième émission.

### La mort de Cordélia
Le 13 octobre 2013, Cordelia se déguise pour Halloween. Billy décide d'aller chercher des glaces. Cordelia reste dans la voiture. Dash, le chien de Cordelia, sort de la voiture. Elle va chercher son chien mais se fait renverser par une voiture (celle d'Adam). Billy revient et ne voyant pas Cordelia dans la voiture, la cherche et la trouve sur le bas-côté de la route. Elle est inconsciente. Les secours arrivent. Le lendemain, elle décède à l'hôpital de Genoa City. Lorsque Chloé et Chelsea arrivent à l'hôpital, elles sont sous le choc. Chloé ne s'en remet pas. Connor, le fils d'Adam et Chelsea, a besoin de se faire opérer des yeux. Connor aura les cornées de Cordelia. Grâce à elle, il ne sera pas aveugle.
Billy sombre alors dans une profondeur dépression se sentant coupable de la mort de sa fille. Malgré le soutien de Victoria et de sa famille, il se lance dans un projet de vengeance afin de retrouver le chauffard. Il s'en prend aussi à un inconnu qui possédait le même 4x4 que celui qui a renversé Cordelia. Grâce à Victoria, l'inconnu ne portera pas plainte contre le comportement de Billy.
Son chagrin fait qu'il rejette Johnny.

### Billy couche avec Kelly Andrews
À la suite de la mort de Cordelia, Billy couche avec Kelly. Il lui dit que c'était une erreur et qu'il ne savait pas ce qu'il faisait. Billy dit qu'il est marié et que c'était juste une nuit. Cela en restera là.

### Changement d'acteur
Billy Miller, n'ayant pas pu renouveler son contrat, a dû quitter les feux de l'amour. David Tom (l'ancien Billy) est alors de retour dans son personnage. Billy Miller quitte les feux de l'amour le 30 janvier 2014 tandis que David Tom arrive le 31 janvier 2014 aux États-Unis. David Tom a été viré de la série le 23 mai 2014, Burgess Jenkins reprend le rôle de William Abbott dès la fin du mois de juin aux États-Unis. En décembre 2015 Burgess Jenkins quitte le feuilleton et le rôle est repris par Jason Thompson.

### Victoria quitte Billy
Le 14 février 2014, le jour du gala de la saint Valentin, Richard Womack donne un coup de couteau dans le ventre de Billy. Il dit à Victoria qu'il est désolé. Elle ne comprend pas ce qu'il veut dire. Il lui dit qu'il l'a trompé avec Kelly. Quelques heures plus tard, chez eux, ils se disputent. Billy dormira sur le canapé cette nuit-là. Quelques jours plus tard, elle embrasse Stitch Rayburn. Ce sera le début d'une liaison entre elle et lui. Mais le jour des fiançailles d'Abby et Tyler, elle embrasse Billy mais lui dit que c'est fini. Elle stoppe la liaison entre elle et Stitch en lui disant qu'elle n'est pas prête. Ce soir-là, Billy va chez Chelsea. En regardant la télé, il l'embrasse. Chelsea étant gênée le gifle. Quelques minutes plus tard, Connor est malade. Ils l'amènent à l'hôpital. En arrivant, Billy voit que Victoria est encore avec Stitch.

### Victoria est enceinte
Victoria apprend qu'elle est enceinte.

### Changement d'acteur
Fin mai 2014, David Tom est viré. Burgess Jenkins est choisi pour incarner William Abbott dès fin juin 2014.

### Du voyage en Australie jusqu'au moment où Victoria demande le divorce
William décide d'enquêter sur Stitch Rayburn (l'amant de Victoria) et demande à Chelsea de l'aider. Après hésitation, Chelsea accepte. Ils partent direction l'Australie pour rencontrer l'ex-femme de Stitch. Arrivés en Australie, ils se rendent chez Jenna et se font passer pour des journalistes. Jenna les fait rentrer pendant que William fouille l'appartement. Chelsea parle de son mari décédé (Adam) et Jenna lui répond qu'elle aurait préféré que son ex-mari soit mort (Stitch). Lorsque Stitch appelle Jenna pour lui dire que deux personnes enquêtent sur lui, Jenna les met dehors. Ils n'apprennent rien du tout sur Stitch. De retour dans leur appartement en Australie, Chelsea embrasse William mais il la repousse et lui dit qu'ils ne sont pas là pour ça. Ils continuent d'enquêter et découvrent une photo du lieu de la mort du fils de Kelly. Ils décident alors de s'y rendre. De retour à Genoa City, William veut dire à Victoria ce qu'il a trouvé sur Stitch, mais elle lui dit qu'elle va demander le divorce. Elle aime Stitch. Il part et va chez Chelsea. Lorsqu'il dit à Chelsea que Victoria demande le divorce, elle lui conseille d'accepter la décision de Victoria. Elle le prend dans ses bras. Derrière, Anita les regarde et rigole.

### Divorce avec Victoria et rapprochement avec Chelsea
Le divorce de Victoria et Billy est définitif le 11 septembre 2014. Lors de son anniversaire, William coucha avec Chelsea et commença une relation sérieuse avec elle. Très vite, il emménagea avec Chelsea dans son appartement. Ils eurent alors une vraie vie de famille recomposée. Il avouera même à Chelsea qu'il la considère comme étant son plus grand amour et la femme qu'il a attendu toute sa vie. Il finit par la demander en mariage, ce qu'elle accepta. William fit alors tout son possible pour que Connor l'accepte dans sa vie, ce dernier l'appellera très vite papa.

### Le retour d'Adam sous les traits de Gabriel
- Le bonheur de William et Chelsea fut perturbé par l'arrivée de leur nouveau voisin, un certain Gabriel Bingham, qui est en réalité Adam Newman qui changea de visage et d'identité. Adam fit tout son possible pour se rapprocher de Chelsea et Connor, ce qui rendit jaloux William surtout après qu'Adam obtenu un emploi chez Jabot pour travailler en collaboration avec Chelsea.
- Lorsque l'appartement de Chelsea prit feu, Adam sauva dans un premier temps Connor des flammes laissant ainsi William évanoui sur le sol de l'appartement, avant de changer d'avis en revenant dans l'appartement pour y sauver William. Ce dernier s’aperçut à ce moment-là qu'Adam avait une cicatrice sur la poitrine, il lui demanda d'où elle venait, de peur qu'il ne comprenne, Adam lui répondit alors que son ex petite amie lui avait tiré dessus après leur rupture.
- Pour le remercier d'avoir sauvé sa vie ainsi que celle de Connor, William invita Adam et Sage à venir vivre avec eux chez les Abbott le temps que leurs appartements respectifs soient de nouveau habitables. William expliqua à Chelsea que le fait d'avoir frôlé la mort lui avait donné encore plus envie de se marier avec elle le plus vite possible. Néanmoins, il commença à se rapprocher de plus en plus de Victoria.
- Voyant William et Victoria échanger un baiser. Chelsea sera furieuse, elle ira alors coucher avec Gabriel avant que William lui avoue ce baiser échangé avec Victoria tout en insistant sur le fait qu'il aime Chelsea et non Victoria et qu'il souhaite passer les 60 prochaines années de sa vie avec elle. Chelsea lui pardonna ce baiser et dit à Gabriel d'oublier leur aventure.
- William et Chelsea décidèrent qu'il était temps de se marier le plus rapidement possible, ils quittèrent la ville en secret pour se marier mais Adam le découvrit et les trouva grâce à l'aide d'Anita. Adam supplia Chelsea de ne pas épouser William. Chelsea et lui évoquèrent alors leur aventure sans se douter que William était présent et entendait toute leur discussion.
- Étant furieux contre Chelsea, il décida de se venger. Il lui dit tout d'abord qu'il avait changé d'avis en ne souhaitant plus se marier sans leur proche. Le couple retourna à Genoa City pour y organiser un mariage à l'Athletic Club. Lors du mariage, après que Chelsea dit ses vœux, William exposa à tous le fait que Chelsea l'avait trompé avec leur voisin Gabriel. Il insulta Chelsea avant de quitter les lieux, laissant Chelsea en pleurs. Plus tard, William confiera à Ashley que sa relation avec Chelsea était une erreur.
- Le lendemain, William se déplaça chez Chelsea pour dire adieu à Connor. Il lui dit que de ne plus voir les yeux de sa fille allait lui manquer. Il quitta l'appartement avant de croiser Adam, qu'il frappa tout en insultant de nouveau Chelsea.

### William découvre la véritable identité de Gabriel
- Après avoir découvert la véritable identité de Gabriel et son rôle dans le virus Paragon avec Ian Ward, Chelsea décida de se venger d'Adam en révélant son identité à William. Elle lui expliqua comment le vrai Gabriel Bingham était mort en tentant de sauver la vie d'Adam et comment Adam avait volé l'identité de Gabriel.
- William alla confronter Adam et s'acharna sur lui avec diverses droites jusqu'à l'arrivée de Jack. Victor avoua à William que Jack était au courant depuis le début pour Adam. Furieux, William demanda à Jack comment il avait pu le trahir en choisissant Adam plutôt que lui.
- Une fois qu'Adam fut arrêté par la police pour la mort de Cordelia, William se rendit au commissariat et avoua à Paul et Christine qu'il avait voulu tué Adam avant de changer d'avis pour qu'il puisse être jugé pour la mort de sa fille. Il quitta le commissariat sans aucune sanction.
- Lors de l'anniversaire de la mort de Cordelia, William et Jill organisèrent un hommage avec leur proche au parc Chancellor pour y planter un arbre en l'honneur de Cordelia. Mais William fut horrifié lorsqu'il vit Adam faire son apparition. Chloe, sortit une arme qu'elle pointa vers Adam en le menaçant de le tuer. Mais Chloe finit par baisser son arme et dira plus tard à William qu'elle fit cela car elle considère qu'ils doivent tous deux tuer Adam. William refusa de suivre le plan de Chloe pour assassiner Adam car il souhaite que la justice punisse Adam.
- Lors du procès, Adam sera condamné à 10 ans de prison. Cependant, Victor fera du chantage au juge et lors de l'appel, Adam verra sa peine réduite à une remise en liberté sous surveillance. Furieux d'apprendre cela, William s'associa avec Phyllis et Kevin pour relancer le virus Paragon. Lorsque Victor apprit que le virus fut relancé à l’initiative de William, il porta plainte contre la famille Abbott sous les conseils d'Adam. Jack sera alors obligé de payer la somme de 500 millions de Dollar à la famille Newman, ce qui mettra la société Jabot en grande difficulté. Furieux contre William, Jack décidera de lui tourner le dos.

### Les vieux démons de William de retour
- Après avoir été viré de Jabot par son frère, William recommença à boire et à jouer. Il perdit son permis de conduire après un contrôle de police. À la suite de cela, Victoria décida de limiter les visites de William avec ses enfants. William continua de sombrer en perdant de plus en plus d'argent avec les paris sur les courses de chevaux.
- En apprenant que Kevin Fisher avait une nouvelle idée de site internet, William le supplia de devenir son partenaire. Celui-ci refusa mais sa nouvelle petite amie, Mariah Copeland, lui demanda d'accepter la proposition de William à la condition que ce dernier lui apporte 2 millions de dollars comme fonds de démarrage pour son investissement. William promit d'apporter cet argent. Il alla voir son bookmaker Gil et paria 200 000 $ sur une course de chevaux. Lorsque le cheval de William perdit, il supplia son frère Jack de lui prêter 2,2 millions de dollars, afin qu'il puisse rembourser sa dette de jeu envers Gil et pour investir dans l'entreprise de Kevin. Jack, déçu de voir son frère retomber dans le jeu, refusa de lui prêter l'argent.
- Gil accosta William dans un parking et exigea le paiement de sa dette de jeu. William le supplia de lui laisser plus de temps. Un homme de main de Gil frappa violemment William et Gil lui dit qu'il avait un jour de plus pour trouver l'argent. Après le départ de Gil, William rampa au sol avant de s'effondrer sans savoir que derrière se trouva la voiture de Noah Newman. Lorsque Noah monta dans sa voiture, il recula et frappa accidentellement William. Noah ne réalisa pas avoir percuté William et quitta les lieux. Mais une certaine Marisa vit toute la scène et appela une ambulance.

### William dans le coma
- William fut transporté à l'hôpital. Le médecin informa les proches de William qu'il est dans un coma profond. N'ayant pas confiance en ce médecin, Ashley contacta un grand spécialiste qui affirma à Ashley que son confrère allait tuer William en l'opérant à cause des problèmes qu'il avait décelés au cerveau de William. Il conseilla alors à Ashley une méthode alternative permettant d'éviter la chirurgie. Cependant, Ashley n'arriva pas à éviter que l'opération n'intervienne. Comme l'avait prédit le médecin contacté par Ashley, l'opération se passa très mal. William fit un arrêt cardiaque. Le médecin informa la famille que l'état de William était très grave et qu'il y avait de très grande chance qu'il ne se réveille jamais. Désemparé, Jack se demanda s'il ne valait pas mieux débrancher William.
- L'avocat de William, Michael Baldwin informa les Abbott que William avait signé un acte donnant tout pouvoir à Jack dans le cas où William serait dans le coma. Choqué d'apprendre cela, Jill supplia Jack de ne pas débrancher son fils. Jack reçu la visite de l'esprit de son père, John, qui lui dit de ne pas culpabiliser pour ce qui est arrivé à William et que dans le cas où Jack déciderait de le débrancher, il sera là pour guider William vers la lumière. Jack prit finalement la décision douloureuse de débrancher William pour le laisser partir libre. Une fois les machines débranchées Jack mit sa main sur le cœur de William.

### Le réveil de William
- Après que les machines furent débranchées, l'esprit de William quitta son corps alors que sa famille était toujours dans la chambre attendant que William soit déclaré officiellement mort par le médecin. L'esprit de William se promena dans le hall de l'hôpital et vit les membres de sa famille en deuil. Son fantôme fut plein de regret et de reproche envers lui-même. William assura à Jack qu'il avait fait le bon choix. Il dit à Victoria de refaire sa vie pour son bien ainsi que celui de leurs enfants. Il dit à Jill qu'il l'aime et qu'elle fut une bonne mère. Puis, son esprit se rendit dans le bureau de Victor où il apprit que ce dernier avait racheté le site internet de Kevin. Il alla alors dire à Kevin qu'il fut idiot d'accepter l'offre de Victor. Il alla voir ses enfants pour leur dire : « Vous avez la meilleure maman. Elle sera toujours là pour vous. Pas comme moi. Je suis le gars qui a quitté votre grande sœur seule dans la voiture, et maintenant je vous laisse. » Alors que son esprit commença à quitter la pièce, sa fille Katie dit tout à coup son premier mot en disant papa en sa direction. Elle est alors la seule à pouvoir voir l'esprit de William.
- Victoria retourna à l'hôpital tandis que le fantôme de William la suivit. Il vit alors tous les membres de sa famille se tenir auprès de lui. Tout à coup, il vit le fantôme de Cordelia apparaître. Après une longue et émouvante discussion avec elle, sa fille lui dit qu'il était temps qu'il se réveille. Soudain, les moniteurs de William commencèrent à émettre des bips à nouveau. L'infirmière informa alors sa famille que l'activité cérébrale de William était repartie.

### L'association avec Phyllis
- Après sa sortie de l'hôpital, William fit équipe avec la femme de son frère dans le but de récupérer secrètement PassKey, un programme de sécurité Internet appartenant à Victor Newman afin de favoriser Jabot. Jack finit par avoir connaissance de cette association. William et Phyllis lui expliquèrent leur plan, Jack leur dit avoir beaucoup de réserve sur la réussite de leur plan. Cependant, il accepta à contrecœur que Phyllis et William continuent l'exécution de ce projet.
- Ainsi, William et Phyllis continuèrent leurs plans. Afin que personne d'autre ne découvre leur association, ils décidèrent d'organiser leur réunion dans une chambre d'hôtel. Ils finirent par se rapprocher et coucher ensemble à de nombreuses reprises évoquant même l'idée de se mettre officiellement ensemble. Ne se doutant pas de la vérité, Jack confiera à son ami Neil Winters qu'il soupçonne William et Phyllis d'être en train de comploter derrière son dos.
- En septembre 2016, peu après la mort d'Adam, Jack découvre avec effroi que Phyllis le trompe avec William. L'information fait très vite le tour de Genoa City, suscitant la colère de Jack. Il en veut à Phyllis pour ses mensonges et trahisons et la relation fraternelle qu'il a avec William se transforme en haine. Après cette histoire, Phyllis décide de reconquérir Jack, mais elle n'y arrive pas. Leur divorce est déclaré fin 2016.
- Après cela, Phyllis, Jack et William mènent chacun leurs vies de côté, excepté le travail chez Jabot / Pêche d'Enfer. Phyllis essaye de reprendre sa vie en main, tout en essayant d'oublier Jack et William. Avec le temps, la relation conflictuelle entre Jack et Phyllis s'envole petit à petit mais reste une "rivalité" avec William. Ce dernier se rapproche de Victoria. En avril 2017, ils s'embrassent même devant le bureau de Victoria, tout laisse croire qu'ils peuvent se remettre ensemble. Mais un détail empêche ce rapprochement : Victor. En effet, Victoria, Nikki et Nicholas cachent un lourd secret découvert peu de temps avant. Afin de protéger leur père, Victoria "refuse" d'en parler à William. Mais après un jour ou Victoria "repousse" William, ce dernier va rejoindre Phyllis et couche avec elle. Ils se remettent ensemble sans le faire savoir aux autres mais Cane le découvre vite et monte un plan pour faire découvrir à Victoria la liaison secrète de William et Phyllis. Son plan marche puisque Victoria les surprend dans l'ascenseur en train de s'embrasser.

### Une nouvelle vie avec Phyllis, les déboires de Pêche d'Enfer et les frères Abbott en guerre
- Après l'histoire de la vérité sur le meurtre d'Adam et l'éloignement de Victoria avec William (dû au problème de Victor), il se remet avec Phyllis. Lorsque Victoria l'apprend, elle est surprise. Malgré ça, elle reste en bons termes avec William. En mai, 2017, Victoria, William, Cane et toute l'équipe de Pêche d'Enfer partent à Los Angeles en Californie pour diverses interviews, il le dit à Phyllis, qui le prend mal au début mais finit par le rejoindre secrètement. Pêche d'Enfer, qui a décroché un contrat avec une ligue de hockey, doit tourner une pub. Lors d'un tournage illimité aux coulisses, William est filmé à son insu par Jessie, le caméraman que Cane a payé afin de faire tomber William, ce dernier était en train de parier avec deux grands joueurs de hockey. Cane décide d'enlever toutes les séquences, excepté le moment ou William parie avec les joueurs. Lors d'une interview en direct qu'Hilary accorde à Lily, Hilary diffuse en direct la séquence ou William lance des paris, ce qui coûte cher à Pêche d'Enfer et à la ligue de hockey, très en colère de cette vidéo. Cane accuse William d'avoir franchi la limite. William, alors dévasté, cherche à se rendre à Toronto afin d'arranger sa bêtise mais Victoria s'y rend finalement, sous la suggestion de Cane. Elle découvre également que Phyllis s'est incrustée au voyage de Pêche d'Enfer.

- Après avoir discuté avec la Ligue, Victoria revient à Genoa et explique que la Ligue a accepté de continuer les négociations avec Pêche d'Enfer mais qu'elle était obligée de licencier un des membres s'ils veulent continuer l'aventure. Victoria en parle avec William, mais ce dernier, conscient de sa bêtise, veut démissionner. Finalement, Victoria ne vire pas William, mais vire Juliet, à contrecœur. Après le licenciement de Juliet, cette dernière, qui a perdu du travail, tente de gagner de l'argent. Elle se confie à Hilary, qui a appris la liaison secrète qu'elle a eue avec Cane à Tokyo. Sous les conseils d'Hilary, Juliet porte plainte contre Pêche d'Enfer, plus précisément Cane pour harcèlement sexuel. William tente de savoir quelles sont ses convictions, mais Juliet refuse de lui répondre, en vue de l'audience.

- Victoria décide finalement de ne pas lui donner de l'argent et d'aller jusqu'au procès. Mais ils apprennent que Cane leur a menti. Victoria décide de le renvoyer en apprenant qu'il a mis Juliet enceinte. Quelque temps plus tard, William trouve Cane et Jesse, le caméraman, en train de discuter sérieusement. Il part confronter Jesse, qui nie toute implication dans le sabotage du tournage des coulisses de la ligue de hockey. Finalement, Cane lui fait part d'une transaction de 25 000 dollars, et Jesse vient dans le bureau de Pêche d'Enfer après que William lui ait proposé le double. Victoria accepte, à condition qu'il leur transmette la seule carte mémoire qui contient la vidéo complète qui peut innocenter William. En réalité, Jesse est piégé et n'obtient rien de la part de Victoria et William. Ils partent tout avouer à Lily : la machination de Cane pour nuire à l'image de William, qui a nui également à l'image de Juliet, Lily et Pêche d'Enfer.

- Après avoir appris l'implication de Cane dans le sabotage de l'interview du tournage des coulisses de la ligue de hockey, William et Victoria doivent faire face à une situation critique : la perte de leurs bénéfices de Pêche d'Enfer, en effet, leurs ventes baissent de plus en plus, et l'entreprise n'a plus les fonds nécessaires pour financer la campagne Osons, ce qui fait que Lily et Jordan perdent leur travail. Jack ayant appris la baisse de gains financiers de la société concurrente, en profite pour augmenter le loyer de Pêche d'Enfer afin de pouvoir leur faire quitter l'établissement.  Mais William et Victoria ne s'arrêtent pas là et tentent de remettre Pêche d'Enfer sur le marché. Grâce à un prêt de Neil, leurs bénéfices sont remis à flots et Pêche d'Enfer peut dès à présent reprendre ou ils s'étaient arrêtés. Ils réengagent Lily et Jordan.

- Cependant, Phyllis, qui est en couple avec William, devient jalouse de Victoria lorsqu'elle remarque que cette dernière a toujours des sentiments envers William, qu'elle tente de revenir avec lui et que les soirées du couple sont interrompues par Victoria. Phyllis, consciente du plan de Jack Abbott pour évincer Pêche d'Enfer, lui propose son aide afin de mettre fin définitivement à Pêche d'Enfer. Jack accepte son aide. Séparément, Jack et Phyllis sollicitent l'aide de Benjamin Hochman. Phyllis souhaite qu'il drague Victoria afin qu'elle oublie William et Jack veut qu'il parvienne à un accord d'investissement entre lui et Victoria (en réalité, c'est Jack qui allait toucher l'argent de Pêche d'Enfer). Au même moment, William et Victoria, assez méfiants envers Jack, envisagent de chercher des informations concernant les données confidentielles de Jabot. William croise par hasard Dina dans les locaux de Jabot. Cette dernière lui apprend que Jack l'a engagé chez Jabot. En raccompagnant Dina dans sa chambre à l'Athletic Club, William prend en note son identifiant. Il va ensuite, avec l'ordinateur de Phyllis, accéder aux données secrètes de Jabot. Avec Victoria, ils apprennent que Jabot a fait l'acquisition d'un rachat de gamme de produits (Parker Beauté). Ils décident de faire fuiter l'information sur le marché. Après leur petite "victoire", Victoria embrasse William sur le coup de l'émotion. William souhaite oublier leur baiser, mais Victoria, toujours amoureuse de William, tente de le faire douter de ses sentiments. Peu après une dispute de Victoria et Phyllis dans l'ascenseur, les deux femmes font une trêve avec William, bien que Victoria continue d'envoyer des piques en parlant de Johnny.

- Afin de prendre Jack au dépourvu, William et Victoria prévoient de lancer leur nouveau masque pour le visage. Au même moment, les ventes de Pêche d'Enfer grimpent à toute vitesse, ce que Jack croit suspect de la part de William. Il demande à Phyllis d'enquêter. Cette dernière, qui partage le même avis que Jack, accepte et confronte Victoria de malhonnêteté. William prend la défense de son ex-femme. Toujours dans le but de contrer les plans de Jabot, William, avec le code de Dina et l'ordinateur de Phyllis, pirate les données de Jabot et télécharge illégalement les fichiers du pôle Recherche de Jabot, que seul Jack et Ashley y ont accès. Avec Victoria, ils découvrent que Jack à l'intention de lancer Jabot Junior, une ligne pour les plus jeunes, assez similaire à la campagne Osons (Dare en VO), de Pêche d'Enfer, qui vise également les personnes plus jeunes. En entendant la conversation de William et Victoria, Victor leur propose son aide pour contre-attaquer Jack. Il offre à Victoria l'occasion d'une gamme de produits développée par Newman Cosmetics, que Victoria accepte malgré l'opposition de William.

- Du côté de Jabot, Ravi découvre que des fichiers appartenant à Jabot ont été volées et s'empresse de le dire à Jack. Ce dernier tend un piège à William sans qu'il le sache. Jack publie dans les données de Jabot de fausses informations qui déclarent que Jabot veut réduire les budgets de leur gamme homme pour les placer dans leur nouvelle gamme Jabot Junior. William tombe dans le panneau en se connectant une nouvelle fois dans l'ordinateur de Phyllis. Il propose à Victoria de pouvoir développer la gamme homme que Pêche d'Enfer à l'intention de sortir. Victoria réticente au début à l'idée de ce que pourrait causer la nouvelle que Jack a publiée, accepte de marcher avec William et tombe dans le piège de Jack avec lui.

- Pêche d'Enfer finit par sortir des masques pour le visage, mais ces masques ont des conséquences, puisque Victoria s'évanouit en direct sur le plateau de l'heure d'Hilary. Elle est emmenée d'urgence à l'hôpital et Pêche d'Enfer voit leurs ventes baisser de plus en plus. Victor propose à Victoria de renflouer Pêche d'Enfer après sa sortie de l'hôpital. William est plus méfiant et pense que lui et Victoria peuvent résoudre leurs propres problèmes. Victoria refuse gentiment l'offre de Victor mais souhaitant prouver qu'elle n'a besoin de l'aide de personne. Mais cette dernière se rend vite compte que Pêche d'Enfer coule réellement à sa perte. Le soir d'Halloween 2017 (épisodes diffusées en septembre 2020 en France sur TF1), un incendie meurtrier se déclare à l'Underground. Reed appelle William à la rescousse. Ce dernier se rend à l'Underground, déjà en feu. Il arrive difficilement à trouver Reed et les jumeaux Ashby. Il réussit à les libérer mais en manque d'oxygène, William s'effondre sur place. Reed apprend à Nick que William est bloqué sous les décombres. Nick prévient Victoria et Phyllis de l'accident de William. Phyllis prévient Jack, qui se fait du souci pour son petit frère. Il tente délibérément de le sauver, malgré la mise en garde des pompiers. Jack réussit tout de même à convaincre les pompiers de les accompagner. Il retrouve William en mauvaise posture et s'explique avec lui, ce qui pousse les deux frères à se réconcilier. Finalement, William réussit à sortir des décombres et retrouve Phyllis, rentrée de déplacement, mais qui lui en veut toujours après avoir découvert son implication dans le vol de dossiers de Jabot. William se voit également perdre son travail chez Pêche d'Enfer, après que Victoria a découvert que c'est lui qui a contribué indirectement à l'empoisonnement des masques.

### Retour de J.T. à Genoa et co-direction de Chancellor Industries avec Cane
- Après avoir été licencié de chez Pêche d'Enfer par Victoria. William vit assez bien sa nouvelle vie, bien qu’il tente de se faire pardonner par Phyllis Summers. William emménage même à côté de son appartement et tente à plusieurs reprises de lui prouver son amour. Finalement, il se réconcilie avec Phyllis lors du dîner de Thanksgiving et part un week-end en escapade amoureuse à la Nouvelle-Orléans en compagnie de Chelsea et Nick. En décembre 2017, J.T. revient à Genoa afin d'aider Victor à traquer le responsable du vol d'argent de son compte en banque (voir J.T. ou Victoria Newman). William le confronte au sujet de sa venue mais leur discussion apaise les tensions qu'il y'avait entre eux. Fin décembre, Jill, souhaite vendre Chancellor Industries, désormais dirigé par Cane. Jack, souhaitant augmenter ses bénéfices, se propose comme acheteur. Connaissant la réputation de Jack, Jill hésite au départ. Elle finit par accepter la requête de Jack mais elle découvre ce que ce dernier a fait subir à William et annule son contrat avec Jack.

- Par ailleurs, William, toujours sans emploi à la suite de son éviction de chez Pêche d'Enfer, se voit proposer par Jill de devenir co-PDG de Chancellor Industries avec Cane, ce qui est loin de ravir ce dernier. Cane finit par engager J.T. à qui il fait entièrement confiance. William apprend un peu plus tard que J.T. et Victoria se sont remis ensemble et qu'il vit chez Victoria, ce qui dérange William, qui a peur que J.T. fasse souffrir encore une fois Victoria mais il finit par laisser passer.

### "Père biologique" de Jack
- En mars 2018, Abby décide de retracer la vie de Dina et d'en faire des souvenirs. Dina parle de John, mais aussi de la vie avec ses enfants et ses nombreuses conquêtes. Mais le 23 mars, lors d'un enregistrement, Dina révèle que John n'est pas le père biologique de Jack et que personne n'est au courant. Sous le choc, Abby arrête l'enregistrement et pense que ce sont les symptômes de Dina qui agissent en son âme et conscience. Abby en parle à Ashley, qui ne croit pas également que ce soit réel. Ashley et Abby tentent à nouveau d'interviewer Dina pour démêler le vrai du faux, mais Dina révèle à nouveau que Jack n'est pas le fils de John et qu'elle ne se souvient pas du nom de son amant. Quelques jours plus tard, Jack est mis en état d'arrestation pour l'accident de Victor (voir Victor Newman, Jack Abbott ou J.T. Hellstrom) après que la police ait retrouvé la clé USB de Victor dans la chambre de Jack Celui-ci est incarcéré en prison. Au même moment, Kyle revient à Genoa, et s'allie secrètement avec Victor dans le but de faire tomber Jack. Après l'incarcération de Jack, Kyle prend possession de l'entreprise et établit des décisions déplaisantes pour le reste de la famille Abbott, notamment lorsqu'il a l'intention d'ouvrir le capital de Jabot. Ashley fait alors appel à William pour prendre la place de Kyle et diriger Jabot pendant l'incarcération de Jack. William accepte, au grand étonnement de Kyle, qui refuse de céder sa place. Peu après, Genoa découvre que ce n'est pas Jack qui a agressé Victor, mais que c'est J.T. qui en est l'auteur. Jack est finalement libéré de prison et lors de la réunion de l'entrée en bourse de Jabot, ce dernier reprend sa place de PDG. Jack engage ensuite William comme directeur des opérations dans le but de surveiller les actions de Kyle.

- En mai 2018, les Abbott prévoient de diffuser lors d'une séance privée au cinéma les mémoires de Dina. Famille et amis sont invités et s'y rendent. Victor fait irruption lors de la séance, ce qui ne ravit pas Jack. Le film réalisé par Charlie Ashby est projeté et tout le monde apprécie. Mais par la suite, un incident se produit et le montage du film est modifié, les révélations de Dina au sujet de la paternité de Jack sont finalement diffusées : Jack apprend publiquement qu'il n'est pas le fils biologique de John Abbott (épisode diffusée le 22 mars 2021 sur TF1). Après la projection, Jack cherche à comprendre la vérité. Il apprend qu'Ashley et Abby étaient au courant du secret de Dina, de la dissimulation de la paternité de Jack et du fait qu'elles aient réalisées un test ADN pour confirmer ou contrer les dires de Dina. Ce dernier se sent trahi par sa sœur et sa nièce, mais particulièrement par sa mère qu'il blâme sans remords et sans qu'elle puisse comprendre ce qui l'énerve. Jack décide par la suite grâce à un conseil de Neil d'effectuer à nouveau un test ADN entre lui et William. Le 14 mai (épisode diffusé le 26 mars 2021 sur TF1), Jack à la confirmation qu'il n'est pas le fils de John.

- Après que Jack eut confirmation du test ADN, il tente d'oublier et se voile la face concernant la réalité. William et Kyle tentent de le raisonner en lui disant que malgré les résultats, il reste un Abbott dans l'âme. Jack refuse d'écouter ces paroles et prend la fuite. Plus tard, les Abbott remarquent la disparition soudaine de Jack. Avec la clause que Jack a instaurée quelques mois plus tôt sur la direction de l'entreprise familiale, celui-ci ne peut plus la diriger. Ashley propose que William prenne le poste de Jack, par intérim. William est élu à l'unanimité, bien qu'il refuse de prendre la place de son frère. Après cette réunion, les Abbott commencent à s'inquiéter pour Jack et commencent à le chercher dans Genoa, introuvable. De son côté, Jack se rend au Chalet Abbott et dévasté, il réalise une vidéo ou il explique sa frustration et brûle par la suite des photos souvenirs de famille. Abby opte pour le Chalet Abbott et s'y rend, accompagné d'Arturo Rosales, l'entrepreneur de "Nouveau Départ" (le projet de Nikki et Nick). Sur place, ils ne trouvent pas Jack mais retrouvent des objets lui appartenant, qui montre qu'il est passé au chalet. Pendant ce temps, Jack part faire un tour en voiture sous l'orage et à grande vitesse. Il finit par avoir un accident en percutant un arbre. Le lendemain, il se réveille, mal en point et retourne au chalet. Il cherche à contacter ses proches mais se rétracte. Il contacte Nikki mais raccroche rapidement. Finalement, il contacte un fournisseur de médicaments, puis Neil. En arrivant sur place, Neil essaye de raisonner Jack en l'empêchant d'essayer de commettre des erreurs en lui rappelant qu'il est. Neil se rend plus tard chez Jabot et annonce à William et Ashley avoir retrouvé Jack, au chalet et mal en point. Ces derniers s'y rendent mais le manque. Finalement, ils le retrouvent au manoir des Abbott et lui demande des explications sur sa disparition.

- Après le retour de Jack, celui-ci apprend que William a été élu PDG pendant son absence. Dévasté, il part boire un verre au Club, en compagnie de Kyle. Ce dernier lui apporte une idée : faire annuler la clause de filiation de Jabot afin que Jack récupère son poste. Lorsque Jack annonce à Phyllis, Ashley et William sa volonté d'annuler la clause et de récupérer sa place de PDG, William refuse et souhaite respecter la clause en soumettant à Jack son envie de diriger l'entreprise à sa manière, et dans le but de l'éloigner du monde des affaires le temps qu'il se remette de la nouvelle sur sa paternité. N'ayant pas dit son dernier mot, il complote avec Kyle pour évincer William de son poste en voulant annoncer sa démission avec Kyle et en cherchant à créer sa propre boîte de cosmétiques. Finalement, Jack se rétracte et annonce sa démission seul, ce qui contrarie William et Kyle, qui a décidé de rester dans l'entreprise.

### De la direction de Jabot à la déchéance de William
- Après le récent départ de Jack, William envisage de rénover des locaux de l'entreprise, voulant la rendre plus moderne. Il change notamment ce qui était le bureau de Jack, son nouveau bureau, et installe une machine à pop-corn en face de son bureau. William souhaite diriger l'entreprise à sa manière, il "rejette" les propositions d'Ashley et cherchant à viser une clientèle plus jeune, supprime la vente du flacon le plus ancien de Jabot et veut faire la promotion d'une nouvelle crème solaire : À fleur de peau. Lors de la promotion du produit au toit-terrasse de l'Athletic Club, Kyle, trouvant William peu convaincant, plonge dans la piscine et ressort complètement nu en direct à la télévision, ce qui choque la toile. Kyle avoue ensuite à William avoir fait exprès d'agir de la sorte lorsqu'ils se rendent compte que les ventes ont explosé.

- Summer revient en ville début juin. Elle surprend Phyllis en compagnie de William dans son appartement et leur fait part des raisons de son retour. Plus tard dans la soirée, elle est arrêtée pour avoir volé le véhicule à son ex-amant. Summer passe la nuit en prison et en sort le lendemain. Phyllis blâme son comportement, tandis que Nick et même William sont moins strictes avec elle. Summer commence à apprécier la compagnie de William et commence à lui faire du rentre-dedans, pensant que William à des vues sur elle. Ce dernier engage Summer chez Jabot après qu'elle lui a parlé de l'offre d'emploi que Lauren lui a soumise. Il la met en équipe avec Kyle, dont la mésentente est présente. Connaissant les faiblesses de William, Summer invite un soir ou Phyllis est en voyage d'affaires des amis férues de poker. William voit cela et résiste à la tentation, mais il finit par céder. Le lendemain, il exige à Summer de garder le secret, elle accepte. Mais ça ne s'arrête pas là, puisque après une soirée avec Phyllis, il accepte la demande d'aide de Summer, endetté après une énième partie de poker, et finit par la sauver en gagnant la partie.

- William a récemment acquis un yacht, qu'il a nommé le "Yachtbot" et le fait savoir à Phyllis, mais il le perd très vite lors d'une énième soirée au poker où Phyllis était partie en voyage d'affaires. Il tente de le regagner, secrètement. Summer le couvre dans ses déboires. Ashley, qui a récemment quitté Newman pour revenir chez Jabot, se pose des questions sur les dépenses de William et le soupçonne de cacher quelque chose, tout comme Phyllis lorsqu'elle découvre que William, censé passer la soirée au bureau, n'était pas présent. Sous l'intermédiaire d'Hilary, Phyllis engage un détective privé qui lui informe que William est dans une suite de l'Athletic Club. Soupçonnant une tromperie de sa part, Phyllis se rue à l'Athletic Club et surprend William en pleine partie de poker. Ils finissent par se disputer et au cours de cette dispute, elle apprend également que Summer était dans la confidence et que William avait perdu le Yachtbot, avant de gagner la partie de cette soirée qui lui permet de réparer son erreur et de récupérer le Yachtbot. Néanmoins, Phyllis apprend que Summer couvrait William lors de ses parties de poker et finit par chasser William de l'appartement de Summer.

- William part vivre temporairement au manoir des Abbott. Phyllis apprend à Jack que celui-ci s'est remis à jouer. Jack lui conseille de donner une seconde chance à William et Phyllis accepte de lui pardonner, jusqu'à ce qu'elle le surprenne secrètement le soir même en train de jouer à nouveau dans une suite au Club. Elle s'éclipse discrètement et retrouve Nick en bas, qui lui explique que Sharon a enlevé sa bague de fiançailles à cause de son acte (voir Nicholas Newman ou Victor Newman). Phyllis compatit avec lui et partent dans l'appartement de Summer ou ils se mettent à jouer aux jeux vidéo, puis ils se complimentent mutuellement et finissent par coucher ensemble. Le lendemain, ils décident de ne pas reparler de cette soirée et de revenir vers leurs conjoints respectifs. Phyllis finit par retrouver William et accepte son pardon, mais elle finit par lui avouer qu'elle le faisait espionner, ce qui met William en colère et celui-ci part, vexé par l'attitude de Phyllis. Un soir, William part boire un verre dans la terrasse de l'Athletic Club lorsque Phyllis et Lauren arrivent et lui font des reproches. William rejette leurs conseils, notamment ceux de Phyllis. Nicholas finit par intervenir et confronte William sur ses agissements de ces derniers temps et le remet en question sur sa manière de diriger Jabot. Les deux hommes finissent par se battre avant que Nick le mette à nouveau en garde.

- Peu après le décès d'Hilary, William se réconcilie avec Phyllis. Il envisage ensuite d'ouvrir une chaine de boutique cosmétique sur l'ensemble du territoire américain qui vendrait des produits exclusivement produits par Jabot, qu'il nomme Jaboutique. Ce projet est loin de plaire à Lauren, Ashley et Kyle. Ces deux derniers accusent William de nuire à l'entreprise en ayant investi le budget qui servait pour le pôle recherche à son projet. William n'écoute pas les mises en gardes d'Ashley et Kyle. D'un autre côté, Summer tente à nouveau de le séduire. Elle interrompt William dans son travail et lui rapporte à manger. Avec le travail, William se fait mal au bras gauche et Summer lui propose de le masser. William accepte, bien qu'il soit dans la réserve la concernant. Summer tente de le faire douter de ses sentiments et l'embrasse lorsqu'il se lève. Abasourdi, William ordonne à Summer de sortir. Mais elle ne s'arrête pas là et continue sans cesse de le séduire. William avoue à Summer qu'elle est attirante sans avoir d'arrière-pensée envers elle. D'un autre côté, il perd les locaux qu'il avait pourvus pour les Jaboutiques lorsque Nick rachète les locaux pour sa nouvelle entreprise Étalon Noir. William décide de se rendre par la suite en Philadelphie pour représenter Jabot lors d'une conférence et veut en profiter pour présenter son projet concernant les Jaboutiques. Lorsqu'il revient, il apprend que Phyllis et Summer se sont violemment disputées à son sujet et que Phyllis a monté un stratagème pour évincer Summer de lui. Phyllis demande également si William n'aurait pas aussi des vues sur Summer. Blessé par rapport à ses erreurs passées, William s'en va mais il revient très vite. Après avoir fait l'amour, ils décident finalement de déménager.

- William et Phyllis emménagent à l'improviste à la résidence Abbott, ce qui étonne Jack et qui ne ravit pas Ashley et Kyle, qui cherchent à faire tomber William d'une quelconque manière. Derrière son dos, Kyle apprend à Ashley que les bénéfices du Yachtbot proviennent des fonds du pôle recherche de Jabot et que William s'en est servi lorsqu'il a racheté le Yachtbot à une partie de poker. Ashley refuse d'utiliser cette information pour le faire tomber et cherche une faute de William par rapport à son poste de PDG. Kyle veut mettre les bouchées doubles et grâce à Summer, il retrouve Sinead, la personne à qui William avait racheté le Yachtbot quelques semaines auparavant. Il lui propose de payer ses dettes en persuadant William de l'affronter à nouveau au poker afin de l'endetter et lui fait une avance sur sa récompense. Sinead monte ensuite chauffer William à l'affronter à nouveau en le complimentant sur sa façon de jouer et en lui faisant part d'une compétition. Après hésitation, William accepte d'y participer et demande à Sinead de lui obtenir une place, ce qu'elle fait. William dit ensuite à Phyllis qu'il doit partir en voyage d'affaires, mais il lui avoue très rapidement la vérité et explique à Phyllis les raisons pour lesquelles il aime jouer au poker. Il réussit à la convaincre et elle décide d'y aller avec lui. Au tournoi, William finit par gagner contre de grands amateurs dont Sinead. Mais cette dernière décide de le faire rejouer afin de pouvoir le plumer. William accepte, sous la méfiance de Phyllis.

- À son retour, William découvre que de nombreux paiements ont été établis vers une société nommée "Type A Consulting" et se demande qui est derrière tout ça. D'un autre côté, il perd de l'argent après un énième pari. Il reçoit par la suite une invitation à parier en ligne par le syndicat des paris et accepte de parier à nouveau. Il emprunte secrètement de l'argent à l'entreprise et mandate ensuite Gloria pour réaliser une transaction envers eux, sans qu'elle sache le nom du destinataire. Le lendemain, il explique à Phyllis le système du syndicat de paris et s'excuse de ne pas lui avoir fait part de son secret. Phyllis en profite pour lui avouer qu'elle est venue au tournoi pour comprendre ce qu'il ressent lorsqu'il joue et que la partie était déjà suffisante. William s'étonne des déclarations de Phyllis et comprend qu'elle l'a testé par rapport à son addiction. Il lui pose alors un ultimatum : l'accepter tel qu'il est ou le quitter.

- Peu après, Traci passe en ville à la demande d'Ashley pour rendre visite à Dina, qui s'affaiblit de plus en plus. En réalité, Ashley demande à Traci de prendre temporairement la place de William afin qu'elle supprime la clause de filiation de Jabot. Traci refuse mais opte pour une autre solution : envoyer William en cure de désintoxication. Elle décide de réunir les Abbott au complet y compris William et appelle également Phyllis, Victoria et Jill. À son arrivée au manoir, William se rend compte qu'il a été piégé et cherche à partir mais Phyllis et Traci le persuadent de rester. Ils argumentent chacun leur tour afin de faire changer d'avis William. Après leurs arguments, celui-ci donne sa réponse, refuse d'aller se faire aider, s'énerve en clamant être apte de diriger Jabot et leur ordonne de le laisser tranquille. Le même soir, il se rend au toit-terrasse de l'Athletic Club où se tient l'enterrement de vie de jeune fille / jeune garçon de Nick et Sharon. Phyllis le remarque et tente à nouveau de le raisonner afin qu'il aille se faire aider. Jack intervient également mais sous l'effet de l'alcool, William rembarre violemment Phyllis, Jack et Summer. Avant de partir, il avoue ironiquement à Jack qu'il a bel et bien recommencé à jouer et qu'il est endetté à cause de ses parties de jeux. Plus tard, il se fait arrêter à la suite d'une bagarre dans un bar. Phyllis vient le chercher au poste et William lui avoue qu'il a tout perdu, mais qu'il n'a pas emprunté de l'argent a un usurier : il a volé de l'argent à Jabot. Elle propose de l'aider à rembourser une partie de ses dettes, mais William refuse qu'elle se sacrifie pour lui. Jack monte ensuite dans les locaux de Jabot voir William et croise Phyllis qui lui raconte que William a des dettes à rembourser et qui lui manque la moitié du tarif, mais tait le fait qu'il ait volé de l'argent à Jabot. Jack accepte d'aider William, à condition que celui-ci se fasse soigner, il accepte. Alors que William est sur le point de rembourser l'argent volé à l'entreprise avec les fonds de Jack, il voit sa transaction bloquée et au même moment, Gloria et Phyllis annoncent qu'une réunion du conseil d'administration a été organisé par Ashley concernant William. Lors de la réunion, Ashley justifie le fait que diriger une entreprise en ayant une addiction pour les jeux d'argent est un problème pour Jabot. William lui avoue qu'il compte se faire soigner. Le ton commence à monter entre les autres qui se demandent qui va le remplacer. Ashley décide d'utiliser sa carte maîtresse : elle avoue aux autres que William a également volé 500 millions de dollars à l'entreprise afin de financer ses jeux d'argent. Kyle confirme ses propos et montre la lettre aux autres qui prouve que William a emprunté de l'argent à l'entreprise. Ashley décide alors de voter l'éviction de William de son poste de PDG. Le reste du conseil vote également pour son éviction, y compris Traci, à la déception de William. Traci devient alors PDG par intérim.

- Le 3 octobre est le jour du mariage de Nick et Sharon. Si William s'entend mal avec Nick, celui-ci l'autorise cependant à venir au mariage. Mais juste avant la cérémonie, Sharon disparaît, ce qui alarme tout le monde et particulièrement Nick. Finalement, elle se pointe à l'église et s'excuse auprès de tout le monde pour son retard. Nick lit ses vœux à Sharon et vice-versa. Mais celle-ci a du mal à les lire et les déchire, souhaitant dire ce qu'elle a sur le cœur. Elle dit que Nick est hypocrite avec ses sentiments et dévoile la raison : il a couché avec Phyllis récemment. William, qui a demandé Phyllis en mariage quelques minutes plus tôt, demande des comptes à Phyllis, puis à Nick, qu'il s'empresse de s'avancer vers lui pour le frapper. Tout comme Sharon avec Nick, William est furieux contre Phyllis et décide de mettre un terme définitif à leur relation. Il contacte ensuite Summer et lui fait des avances sur ses sentiments à son égard, confirmant l'alchimie que Summer pensait avoir avec celui-ci. Ils finissent leur conversation dans l'appartement de Summer en faisant l'amour. Après l'amour, il part discrètement en cure de désintoxication, laissant Summer toute seule.

### Un nouveau départ avec Victoria
- William revient à Genoa une semaine plus tard, suivant sa cure de désintoxication à distance. À son retour, il apprend que Jack est bien son demi-frère biologique et apprend qu'Ashley a menti au sujet de la paternité de Jack (voir Jack Abbott ou Ashley Abbott). Il apprend aussi à quoi servait la société "Type A Consulting", qui n'est qu'une simple boîte postale et comprend pourquoi Ashley refusait qu'il arrête les transactions concernant cette pseudo-société. Dans la foulée de la conversation, il apprend que c'est Kyle qui est responsable de son addiction pour les jeux après avoir compris toutes les occasions qui se sont offertes à lui ces dernières semaines. Il souhaite lui régler son compte mais Jack réussit à le calmer. Un peu plus tard, ce dernier réunit le conseil d'administration et ensemble, ils votent à l'unanimité pour la destitution d'Ashley. Jack organise ensuite un déjeuner en famille et convie tous les Abbott, excepté Ashley qui vient un peu plus tard. Le déjeuner tourne au règlement de comptes entre William, Kyle, Ashley et Jack. William s'en va ensuite et sous les conseils de Kyle, contacte Summer pour lui dire ce qu'elle représente pour lui. Summer le retrouve dans son ancien bureau et lui fait part de ses sentiments et de son envie de construire un avenir avec lui, tandis que William est ferme et lui avoue s'être servi d'elle uniquement pour se venger de Phyllis, cette dernière arrive à ce moment-là et comprend qu'il a couché avec Summer. Celle-ci est également révoltée contre l'attitude de William et s'en va. Phyllis confronte William, qui lui avoue la satisfaction de sa vengeance contre Phyllis et Nick. Elle le gifle en lui souhaitant malheur.

- Quelques semaines plus tard, les tensions entre Phyllis et William se sont calmées, bien que ce dernier éprouve toujours de l'amertume envers son ex. Un jour, William organise un rendez-vous secret avec Rebekah Barlow, une gourou des cosmétiques, afin d'obtenir un partenariat avec sa marque et les Jaboutiques. Mais Phyllis apprend vite le plan de William et ne voulant pas être mise sous la touche, le met en garde sur ses agissements et remet en cause sa place chez Jabot. C'est alors qu'ils décident de collaborer sur la venue de Rebekah Barlow, et ils se rendent compte mutuellement que leur collaboration est moins électrique, et plus fusionnelle. Avec leur collaboration, la rancœur de William commence à disparaître et il cherche plus ou moins à récupérer Phyllis, bien qu’elle soit désormais en couple avec Nick. Un soir, il surprend Nick en compagnie de Rebekah et les voit monter dans une suite au Club. Il part avertir Phyllis de ce qu'il a vu mais celle-ci affirme que c'est un plan, montée de toutes pièces par elle-même afin de leur faire signer le contrat rapidement. Mais William réussit à mettre le doute dans la tête de Phyllis lorsqu'il dit les avoir vu prendre une suite. Il se confie ensuite à Jack à propos de Phyllis et de son envie de la reconquérir. Jack le met tout de même en garde. William reçoit ensuite un message de Phyllis et part la rejoindre. Sur place, il lui avoue vouloir retenter une histoire avec elle mais Phyllis affirme qu'elle est avec Nick et qu'entre eux deux c'est fini.

- Peu avant les fêtes de Noël, Nikki se fait renverser en voiture en sortant de la fête de fin d'année organisé par Jabot à l'Athletic Club. Elle est immédiatement transportée à l'hôpital et prise en charge par Nate. Nick et Victoria sont très inquiets pour leur mère, plongée dans le coma, d'autant plus que leur père a disparu des radars et est recherché pour le meurtre de J.T. Cette épreuve rapproche Victoria et William, ce dernier la soutenant dans cette épreuve. Nikki finit malgré tout par sortir du coma le lendemain de Noël, ce qui ravit tout le monde. Mais le jour de la Saint-Sylvestre, Nikki disparaît. Victoria est très inquiète pour sa mère, et apprend également que le chauffard qui a renversé Nikki est Reed. William la soutient à nouveau dans cette épreuve. Nikki est finalement retrouvée dans un aérodrome (voir Victor Newman, Nikki Newman ou Nicholas Newman). En rendant visite à Victoria, les deux se confient et finissent par s'embrasser. William se rend compte qu'il a toujours des sentiments pour Victoria et en parle à Jack, qui lui conseille de foncer doucement mais sûrement. Ensuite avec Victoria, ils émettent l'hypothèse de se remettre ensemble, mais Victoria souhaite y'aller doucement, à cause de sa récente relation avec J.T.

- Un jour, il part déjeuner à l'Athletic Club avec Victoria. Phyllis les surprend et avoue à Victoria que William souhaitait se remettre avec elle avant que celle-ci ne le recale, ce qui laisse penser à Victoria qu'elle est un second choix pour lui. Elle s'en va ensuite, furieuse contre William. Lorsque ce dernier souhaite discuter avec Victoria, il la surprend avec Cane en train de s'embrasser sur le canapé. Il les confronte à propos de cette action et Victoria lui explique qu'elle ne lui doit rien et souhaite qu'il la laisse tranquille. William s'en va et se rend à Lakewood, à 4 heures de route de Genoa, à l'endroit où est enfermée Lily et lui avoue avoir surpris Cane et Victoria en pleine action, sans que ça n'aille plus loin. Lily est dévastée. Le lendemain, lorsqu'il rentre à Genoa, il est confronté par Cane qui le frappe tout d'abord puis lui reproche d'avoir raconté à Lily ce qu'il s'est passé entre lui et Victoria. William rétorque qu'il ne la mérite pas et Cane finit par le mettre en garde avant de partir. Ce dernier se rend immédiatement chez Victoria, ou il lui rapporte que William a rendu visite à Lily pour lui raconter ce qu'ils ont fait. Victoria reproche ensuite à William d'avoir parlé, justifiant le fait qu'il ait gâché leurs chances de se remettre ensemble, il accepte à contrecœur sa demande. Quelques jours plus tard, Katie disparaît du ranch Newman après que Nikki était chargée de sa garde. Lorsque Victoria apprend la disparition de leur fille à William, celui-ci veut appeler la police mais les Newman refusent. Ils finissent par retrouver Katie, qui était enfermée dans un mur sombre. Choquée et apeurée, elle parvient à raconter à son père ce qu'elle faisait et lui parle de son ami imaginaire. William montre le portrait-robot de cette personne, vêtue d'une grande cape noire. Dans la foulée, Nick et Victor ont trouvé des caméras de surveillance derrière ce mur et pensent que la personne qui s'est introduit chez eux n'est autre que J.T., qui pourrait être toujours vivant selon leurs dires. Cette épreuve apaise les tensions entre William et Victoria.

- Le soir de la Saint-Valentin (épisode diffusé le 29 décembre 2021 sur TF1), William et Victoria ont une discussion à cœur ouvert sur l'avenir de cette dernière et ainsi de leurs enfants s'il était amené à lui arriver quelque chose. William a du mal à comprendre mais comprend rapidement lorsque Victoria est arrêtée pour complicité dans le meurtre de J.T. Elle est rapidement mise en détention provisoire. Le 22 février (épisode diffusé le 5 janvier 2022 sur TF1) a lieu l'audience préliminaire de Victoria, Nikki, Sharon et Phyllis pour déterminer leur liberté. Mais l'assemblée s'aperçoit vite que Phyllis n'est pas dans le banc des accusés et comprennent qu'elle a trahie ses complices. Finalement, le juge accepte la requête de Christine et refuse la liberté de Victoria, Nikki et Sharon, qui restent en détention jusqu'à leur procès. Juste après, il blâme fortement Phyllis pour sa traitrise ainsi que sa lâcheté et la met en garde sur son poste de PDG. Il décide de parvenir à un accord avec Kyle et Jack afin de destituer Phyllis de ses fonctions et ainsi récupérer l'entreprise familiale. Kyle est partant tandis que Jack refuse d'employer la méthode forte. Ce dernier finit tout de même par accepter de se joindre à eux, bien que l'élément clé du plan de William est Kerry, qu'il tient à rallier à leur plan contre Phyllis.

- Le 13 mars 2019 (épisode diffusé le 21 janvier 2022 sur TF1), Sharon, Victoria et Nikki sont condamnées respectivement à 3, 10 et 30 ans de prison ferme. Nick, qui pense que J.T. serait toujours en vie, demande à William de l'aider à prouver cette théorie, il accepte. Nick et William proposent ensuite à Rey de réparer ses erreurs en les aidant à traquer J.T., celui-ci accepte de marcher avec eux, notamment par amour pour Sharon. Plus tard, lorsque Victoria, Nikki et Sharon sont conduites vers la prison, le fourgon s'arrête devant le chalet Abbott, devant l'incompréhension des trois femmes. Elles apprennent ensuite que les deux policiers étaient de mèche avec Nick, William et Rey. Nick leur apprend ensuite qu'elles sont en fuite afin de l'aider à prouver que J.T. est toujours vivant. Ensuite avec William, ils trouvent un micro que J.T. avait planqué chez Victoria et font exprès de parler de l'évasion des filles dans le but de l'attirer dans les entrepôts d'Étalon Noir mais leur plan commence à tarder et J.T. ne se pointe pas. Nick et William s'inquiètent de la tournée de leur plan, mais également de l'accord que Rey a conclu avec eux, songeant à une éventuelle trahison de sa part. Le soir, Phyllis qui a appris pour l'évasion se rend chez Victoria et trouve William afin d'apporter son aide. Elle cherche à découvrir ce qu'il fait mais William refuse de lui dire et se rend au chalet. Il s'aperçoit par la suite que Phyllis l'a suivi et par la même occasion, cette dernière apprend que les fugitives se sont réfugiées au chalet et que William est sur le coup. Ils retrouvent Nick et Victor puis sentent du gaz et comprennent que J.T. est à l'intérieur. Ils pénètrent dans le chalet et les sortent de là. Juste après, J.T. est emmené à l'hôpital et les trois femmes au poste. Avec la preuve que J.T. est en vie, les charges contre Sharon, Victoria et Nikki sont abandonnées et sortent de prison par la suite. William, Johnny et Katie sont heureux de retrouver Victoria et elle également mais elle chasse William après que celui-ci l'ait suivi à l'hôpital alors qu'elle rendait visite à J.T.

- D'un point de vue professionnel, William apprend par Phyllis que Kerry a engagé une stagiaire du nom de Dominique Carroll sans en tenir personne au courant. William trouve ensuite une lettre destinée à Dominique et la regarde. Il découvre que le parfum que Kerry a confectionné personnellement pour Jack "Roi de Coeur" (Jack of Hearts en VO) appartient à une autre entreprise, "Premiere Cosmetics" et en parle à Jack. En revenant au bureau, Phyllis lui apprend que tous les brevets de Jabot ont été rejetés et qu'ils appartiennent à Première Cosmétiques. Ils reçoivent ensuite un message de réunion d'un numéro inconnu. Puis vient Traci, Lauren, Jack et Kerry. Les autres apprennent par Jack que Kerry est Dominique Carroll et en cherchant les réponses à leurs questions, ils apprennent que Kerry / Dominique travaille pour Ashley, qui débarque chez Jabot au même moment. Ashley leur confirme bien être derrière Première Cosmétiques et confirme également être la détentrice de tous les nouveaux brevets de Jabot. Elle leur dit que Jabot pourrait devenir une filiale de son entreprise et qu'ils ont seulement 24 heures pour se décider. Phyllis opte pour attaquer Ashley en justice, Lauren et Traci optent pour la direction d'Ashley tandis que William, Kyle et Jack refusent d'aller au procès et laisser Ashley aux commandes. Ils décident de destituer Phyllis de ses fonctions et après un vote du conseil d'administration, Phyllis perd son poste. Un vote de défiance a lieu pour savoir de qui Ashley (non présente) ou Jack reprendra les rênes. Jack sort finalement gagnant et récupère son poste de PDG. Juste après, William apprend par Nikki que Victoria est partie en voyage d'affaires sans lui donner l'adresse de sa destination. Il découvre qu'elle est à Las Vegas en compagnie d'un groupe de rock lorsque Summer et Kyle lui montrent la photo.

- William se rend à Las Vegas et retrouve Victoria en petite tenue. En trouvant un mot qui lui était destiné, il comprend qu'elle a passé la nuit avec un autre homme et lui demande des explications. Victoria refuse tout d'abord de lui en donner, puis avoue qu'elle fuit constamment William par peur de se remettre avec lui à cause de ses erreurs passées. William finit par la rassurer et l'embrasse. Victoria accepte de lui redonner une énième chance.

### Le retour du grand cauchemar de William: Adam Newman vivant parmi les morts
- Au printemps 2019, les Newman se posent des questions à propos des affaires mystérieuses de Victor à Las Vegas, surtout lorsqu'ils apprennent qu'il participe à des parties de poker en compagnie d'un homme, nommé "Spider" et qu'il voit régulièrement un psychiatre. Nikki engage Rey pour enquêter sur Victor et l'envoie à Vegas. Sharon l'accompagne. Sur place, Victor à la surprise de dévoiler à Sharon qu'Adam est toujours vivant, sous le pseudonyme de "Spider" et qu'il est amnésique. Nikki et Nicholas l'apprennent à Victoria et William, qui comprennent que Victor était au courant depuis quelque temps qu'Adam avait survécu (épisode diffusé le 18 mars 2022 sur TF1).

- Adam revient finalement à Genoa, particulièrement grâce à Sharon et s'installe temporairement dans la sellerie du ranch Newman. Il tombe sur une photo de Cordélia et la montre à Sharon, qui lui répond qu'il la connait via Victoria. Adam souhaite rencontrer Victoria. William, qui est avec elle au moment où elle apprend la demande d'Adam par Sharon, souhaite venir le voir vivant de ses propres yeux. Victoria et William retrouvent Adam au Society. Ce dernier leur demande qui est Cordélia et quel est son lien avec elle en montrant sa photo. William saisit nerveusement la photo et lui apprend que c'est sa fille décédée et qu'Adam lui-même est responsable de son accident. Il présente ses excuses puis comprend que c'est Victor qui a déposé la photo de la petite. Après le départ d'Adam, William confie à Victoria que cette discussion a fait remonter des mauvais souvenirs enfouis en lui.

- Le retour d’Adam cause des dégâts pour plusieurs personnes, celui-ci se pavanant constamment dans toute la ville provoquant quiconque croisant son passage. Il intervient à la cérémonie de non-mariage de Victoria et William au Society ou encore se recueille un soir devant la tombe de Cordélia. William le surprend et lui recommande fermement de partir. Quelques jours plus tard, il reçoit un message lui demandant de se rendre sur la tombe de Cordélia. William pense qu’il s’agit d’Adam et l'envoie balader mais il apprend que ce n’est pas le cas. En se rendant sur place, il tombe sur Chloe, déclarée morte depuis deux ans, bel et bien vivante (épisode diffusée le 4 mai 2022 sur TF1). Chloe lui raconte qu’elle a feint sa mort avec l’aide de Kevin et qu’elle vit désormais à Portland avec lui et Bella. William comprend rapidement que c’est elle qui a tiré sur Adam. Chloe confirme cela et lui avoue qu’Adam l’a retenue captive lorsqu’il l’a appris mais que désormais il l’a libérée. William souhaite dénoncer Adam mais Chloe l’en dissuade pour éviter d’aller en prison. Elle lui demande de surveiller Kevin et de prendre soin de lui. William lui promet puis se rend au domicile Abbott ou il prend un revolver, envisageant d'en finir avec Adam.

- Petit à petit, William est en proie à des cauchemars et des hallucinations. En effet, des traces de souvenirs de Cordélia le hantent et celui-ci a du mal à différencier ses rêves et la réalité. Il trouve tout d'abord une commode au manoir Chancellor avec écrit "papa". Il trouve ensuite une poupée de Cordélia posée dans le salon du manoir et rêve ensuite d'un mur de la résidence Chancellor ou il est écrit au marqueur indélébile "Adam" et pense que c'est Cordélia qui l'a écrit. William se rend à la résidence Chancellor et retrouve la même écriture avec écrit "Adam" identique à son rêve, Kevin lui dit que c'est Cordélia qui l'avait écrit à l'époque et qu'il est écrit « Madame Cordélia ». Il conseille ensuite à William d'aller se faire aider. William croise Sharon au Society et se confie à elle concernant ses cauchemars depuis le retour d'Adam. Il pense que Cordélia essaye de lui communiquer sa détresse de l'au-delà. Sharon l'écoute et lui conseille d'aller voir un psychiatre qualifié, William refuse d'abord de se confier à un inconnu puis accepte la possibilité de le faire lorsqu'il a l'assurance que Sharon sera présente pour lui dans sa guérison.

- William finit par accepter le conseil de Sharon et de Victoria et part voir un psy. Il lui confie être à nouveau bouleversé par la mort de sa fille depuis le retour d’Adam tout en faisant des cauchemars sur Cordélia et Adam. La responsabilité de William lors de l’accident de sa fille est également remise en cause, celui-ci culpabilisant de ne pas être sorti avec Cordélia de sa voiture ce soir-là. En rentrant se reposer chez lui, il trouve la poupée de Cordélia posée sous son coussin et pense qu’Adam est dans le coup. Il part le confronter sans lui donner le bénéfice du doute, bien qu’Adam dit ne rien avoir dedans. Un soir, il se rend dans la résidence Chancellor ou il relève un message sur le mur écrit « Stoppe Adam ». William tente bien que mal d’essayer de communiquer et de comprendre la détresse de sa fille mais il n’y parvient pas. Il dort pour savoir ce qu’elle souhaite lui dire et l’entend crier à l’aide. En se réveillant de son cauchemar, il relit le "message" de Cordélia, ou il est désormais écrit « Stoppe Adam maintenant ». William accepte la "demande" de sa fille. Le lendemain, il achète des bouquins qui aident à communiquer avec les morts et se rend ensuite à l'enterrement de vie de jeune fille/jeune garçon de Kyle et Lola mais ne trouve pas son bonheur. Il s'éclipse de la fête avec Sharon qui peine à trouver également son bonheur elle aussi à la suite de sa rupture avec Rey (voir Sharon Newman, Rey Rosales ou Adam Newman). William lui confie ses nouveaux cauchemars de Cordélia et pense que malgré l'aide de sa psy, Cordélia tente communiquer avec lui de l'au-delà.

- Le soir du mariage de Kyle et Lola, William s’éclipse pendant la fête et suit Adam de près. Il le surprend discrètement avec Michael au Néon Ecarlate et lorsqu’Adam s’en va, William demande des comptes à Michael et le met en garde à propos d’Adam. Michael fait de même pour William et lui recommande de ne pas se mêler de sa collaboration avec Adam.

- William commence à prendre une habitude inhabituelle et à avoir une attitude étrange aux yeux de ses proches, devient menaçant, direct dans ses propos et se met à mâcher des chewing-gums ce qui met la puce à l’oreille de Victoria qui constate son changement de comportement étrange. Un jour, il se rend au manoir Chancellor toujours en pensant à sa fille. Il finit par voir Cordélia se tenant devant lui et la serre fort dans ses bras avant que la petite ne crie de détresse auprès de sa mère et qu’il ne s’aperçoive qu’il s’agissait en réalité de Bella, la fille de Chloe et Kevin. Chloe intervient et apprend que William fait des cauchemars depuis le retour d’Adam. Elle lui conseille de tourner la page avec Adam pour lui éviter une bêtise. Dans la soirée, William pénètre par effraction chez Adam et lui vole le mouchoir brodé de sa mère. Il donne ensuite rendez-vous a Adam dans les lieux de l’accident de sa fille afin d’en finir avec lui. William ment ensuite à Victoria en lui disant qu’il va s’absenter quelques jours pour le travail. Pour attirer Adam au lieu de rendez-vous, William lui envoie en photo le mouchoir brodé de sa mère. Lorsqu'Adam arrive sur les lieux, William se met à lui foncer dessus avec sa voiture mais Adam est sauvé de justesse par Chloe (épisode diffusé le 8 juillet 2022 sur TF1).

- William se réveille au hangar à bateaux des Chancellor et se demande ce qu’il fait là. Il apprend qu’il est « détenu » par Chloe et Kevin. Chloe lui apprend qu’il se retrouve ici à la suite de son accident car il comptait tuer Adam. William n’a aucun souvenir de cela et souhaite partir mais il n’y parvient pas à cause de sa jambe droite blessée. Il apprend également que Chloe et Kevin ont fait croire à ses proches qu’il est parti en cure de désintoxication. William demande à voir Victoria puis se rétracte. Chloe lui amène finalement Victoria. Cette dernière tente de convaincre William d’essayer de se souvenir de son acte criminel envers Adam mais celui-ci refuse de croire qu’il ait pu tenter de le tuer en l’attirant dans la route où Cordélia a été tuée. William finit par se souvenir avoir tenté de tuer Adam et l’avoue à Victoria en comprenant qu’il y’a une part sombre en lui qui agit. Lorsque Victoria s’en va, William s’endort et est confronté à Cordelia, Jack, Jill, Phyllis, Adam et même à son alter égo maléfique qui l’accablent tour à tour concernant le mauvais tournant que prend sa vie à la suite de ses actes malhonnêtes. William tente de se libérer de ses démons et après l’ultime affrontement avec son alter égo, il finit par se réveiller aux côtés de Victoria, lui racontant son cauchemar et prenant la décision d’aller se faire aider.

### La dérive de William
- Lorsque William revient à Genoa, il prend la décision d'aller se faire aider et décide de reprendre les séances qu’il avait interrompus avec le docteur Clay. Avec Victoria, ils apprennent le décès de Victor des suites d'une crise cardiaque. En réalité, Victor est toujours vivant et a monté ce stratagème pour piéger Adam. Victoria et William sont mis dans la confidence ainsi que Nikki, Nick, Abby, Noah, Nate et Paul (voir Victor Newman). Adam qui a lui aussi appris la nouvelle sur Victor peu avant le public, confronte son père puis quitte discrètement la ville, ce qui énerve tout d’abord les autres voulant son incarcération puis les réjouissent notamment William. Peu après que Victor ait fait sa révélation, Jack annonce à William et Kyle qu’il se retire de Jabot pour se concentrer sur l’histoire de la famille Abbott qu’il retranscrit avec Traci pour en faire un livre et cède sa place de PDG à William et Kyle. Cependant, les deux hommes ont du mal à travailler ensemble, ne partageant pas toujours les mêmes avis et ne prenant toujours pas les mêmes décisions. De plus, Kyle a un sentiment d’infériorité par rapport à William, qui agit selon lui comme s’il qu’il était le seul PDG. Cela cause de nombreuses disputes entre eux.

- Adam finit par revenir à Genoa et découvre que c’est William qui a tenté de le tuer. Il le croise au Grand Phoenix et le confronte sur ça. William nie cette responsabilité mais Adam n’y croit pas. Ce dernier décide de faire une trêve avec William et lui demande de ne plus l’approcher, celui-ci décide de faire de même avec lui. Cependant, William commence a de moins en moins s’épanouir chez Jabot et après une séance avec le docteur Clay, il sent qu’il a besoin de reprendre le contrôle sur sa vie. Il décide de quitter Jabot avec effet immédiat et en fait part à Victoria, Jack et Kyle. William n’a désormais plus de travail mais a du temps pour Victoria et il tient à le lui montrer mais Victoria qui a récemment été promu comme PDG de Newman a peu de temps à accorder à celui-ci. William le remarque et petit-à-petit, il s’éloigne d’elle.

- Un jour, il se rend dans un bar et rencontre Amanda Sinclair (voir Devon Hamilton), qu’il fixe au début et celle-ci comprend que c’est à cause de sa ressemblance avec Hilary. William confirme. Il la défend ensuite face à un homme qui l’importune. Amanda l’en remercie puis souhaite partir mais une tempête fait qu’elle se sent obligée de rester. William et Amanda apprennent à faire connaissance. Le lendemain de la tempête, William culpabilise de ne rien dire à Victoria au sujet de sa conversation avec Amanda. Petit-à-petit, ils se recroisent souvent et se confient sur leurs problèmes respectifs et deviennent mêmes amis. Ils se confient l’un l’autre qu’ils sont à l’aise quand ils se parlent, l’un comme l’autre ne portant aucun jugement sur leurs actions. Lorsque Victoria trouve du temps à consacrer à William, celui-ci devient distant ou s’éclipse souvent, ce qui contrarie Victoria qui trouve qu’ils ne passent plus assez de temps ensemble. William accepte tout de même sa proposition d’aller passer les vacances de Noël à Telluride avec leurs enfants. Peu avant les fêtes de Noël, William décroche un boulot en tant que conseiller des affaires dans une entreprise hors du Wisconsin. Il en fait part à Victoria, Jack, les Newman et les Abbott ainsi qu’a Amanda qui le félicite.

- Après son retour de Telluride avec Victoria et leurs enfants, William s’éloigne à nouveau de sa famille et retrouve de temps en temps Amanda. Le soir du Nouvel An, il invente un prétexte à Victoria en disant avoir du travail. En réalité, il retrouve à nouveau Amanda avant de rejoindre Victoria au Society pour les douze coups de minuit. Au fil des jours, William confie tous ses problèmes avec Amanda dont sa vie de couple avec Victoria qui a du mal à le comprendre, entre autres, il a du mal à assumer son amitié avec Amanda aux yeux de tous, par peur de jugement. Un jour ou Victoria revient de voyage d’affaires, elle trouve un reçu de William provenant d’un bar. Lorsqu’elle demande des explications à celui-ci, il l’explique qu’il emmène un collègue de travail là-bas pour discuter. Victoria a du mal à y croire. D’autre part, Victoria apprend que William a décidé d’arrêter les séances avec le docteur Clay et qu’il n’arrive pas à se sentir mieux, ce qui l’inquiète davantage. Un soir, William a une discussion avec Amanda ou il lui confie qu’il a menti au sujet de leur lien et qu’il n’a jamais parlé de leur amitié à Victoria, de peur d’être jugé. William assure à Amanda qu’il ne veut rien de plus hormis être ami avec elle. Amanda lui conseille d’avoir une discussion avec Victoria à ce sujet. En rentrant chez lui, il avoue la vérité à Victoria au sujet du reçu et lui avoue qu’il se rend là-bas en compagnie d’Amanda, avec qui il a tissé un lien d’amitié. Victoria est choquée que William confie tous ses problèmes à Amanda et non à elle et le prend comme une trahison à son égard. Le lendemain, avant que Victoria ne parte au travail, William la retient en voulant avoir une discussion avec elle. Il lui assure à nouveau qu’il ne se passe rien avec Amanda, qu’il ne lui a rien dit à son sujet ainsi que ses problèmes de peur d’être jugé et qu’il souhaite sauver leur couple. Victoria lui confie qu'elle était sur la réserve avant de se remettre avec lui à cause de ses antécédents et ses trahisons à son égard mais que son soutien dans l'affaire J.T. lui a fait réaliser qu'il avait changé selon elle. Cependant, ils n'arrivent pas à calmer les tensions notamment lorsque William compare son cas avec celui de Victor ce qui fait que Victoria finit par s'en aller. William retrouve ensuite Amanda au bar ou elle comprend en voyant son humeur qu’il a tout avoué à Victoria y compris leur relation amicale. Se sentant mal à l’aise, Amanda décide d’arrêter de traîner avec William au grand désespoir de celui-ci qui voit en elle une amie et une confidente qui ne le juge pas par rapport à ses actions. Amanda lui répond qu’elle ne veut pas s’immiscer dans un conflit concernant un couple, lui fait comprendre qu’elle ne peut pas l’aider à aller mieux puis lui souhaite bonne chance pour la suite, William accepte sa décision et lui souhaite la même chose. Le lendemain soir, William se rend à nouveau au bar et envoie un message à Amanda pour savoir si elle compte venir au bar et celle-ci lui répond que non. William décide de rentrer et surprend Victoria qui ignorait qu'il venait de rentrer. S'ensuit une énième dispute entre eux lorsque Victoria comprend qu'il était au bar dans l'espoir de croiser Amanda sur place. William avoue cela puis il avoue à Victoria en avoir assez que les gens ne cessent de le juger par rapport à ses actions et de le façonner selon eux, pensant que ses proches pensent qu'il est un fardeau et qu'il a besoin d'être réparé. Victoria lui supplie de se battre pour se faire aider et à aller mieux mais sentant qu'il est oppressé dans cette relation, William décide de mettre un terme à sa relation avec Victoria (épisode diffusé le 1er décembre 2022 sur TF1).

- Après avoir quitté Victoria, William s'installe au Grand Phoenix. Dans la soirée, il se rend à nouveau au bar ou il croise des hommes en train de jouer au poker. Lorsque l'un d'eux s'en va, William les rejoint et leur propose une partie, ce que l'un d'eux refuse à cause des victoires non remboursées de William. Ce dernier insiste plusieurs fois, provoquant la colère de son interlocuteur. William finit par se battre contre les trois hommes. Après la bagarre, la police se rend sur place et William fait appel à Amanda. Il est emmené au poste de police ou Amanda l'obtient une caution. En rentrant dans sa suite, William apprend à Amanda qu'il vient de quitter Victoria et qu'il vit désormais au Grand Phoenix, Amanda comprend les raisons de la bagarre qu'il a provoquée. William se confie à cœur ouvert en disant être brisé d'avoir quitté Victoria et ses enfants mais qu'il avait besoin de se libérer de ce poids. William remercie ensuite Amanda avant que celle-ci ne s'en aille. Le lendemain, Amanda apprend à William que les hommes avec qu’il s’est battu ne comptent pas porter plainte contre lui. William l’en remercie. Il part ensuite voir Jack qui remarque son œil au beurre noir et comprend que William va mal, il confirme puis lui annonce avoir quitté Victoria car elle et William ont des divergences à propos de leur avenir et afin d’avoir plus de liberté dans sa vie en plus d’avoir quitté l’entreprise familiale. Jack est scandalisé et pense qu’il s’est remis à jouer et souhaite lui faire prendre un rendez-vous pour qu’il se fasse aider mais William refuse, demandant à son frère qu’il l’accepte tel qu’il est. Il se rend ensuite au ranch Newman afin de voir ses enfants mais il se fait sermonner par Victor qui le blâme sévèrement et l’ordonne de ne plus revenir au ranch. Il décide alors d’aller voir Victoria pour lui parler des enfants mais elle refuse également sa proposition, remarquant en même temps son œil au beurre noir puis il se fait sermonner par Phyllis. Plus tard dans la journée, William reçoit un coup de fil de Victoria qui lui donne rendez-vous au Néon Ecarlate. Victoria lui parle de sa relation avec Amanda et lui affirme avoir la preuve qu’ils couchent ensemble. Amanda arrive au même moment avec Nate et apprend que Victoria l’accuse d’avoir une liaison avec William. Après le départ de Victoria, William prend Amanda a parti et celle-ci se demande comment elle est arrivée à cette conclusion. William comprend que Victor est la personne qui lui a mis cette théorie dans sa tête et s’excuse auprès d’Amanda de la mêler à cette histoire. Il se fait sermonner par Phyllis puis par Nate à propos d’Amanda et ce dernier lui met en garde à propos de la proximité qu’il a avec elle. William se rend de lui-même dans la suite d’Amanda et la surprend en pleine conversation avec un homme. Amanda demande à cet homme de partir et après le départ de celui-ci, William apprend qu’il s’agit de l’ex fiancé d’Amanda, Ripley Turner, l’homme à qui elle a demandé une mesure d’éloignement. Amanda raconte à William les dessous de cette sombre relation. William lui conseille d’appeler la police puis reste avec Amanda pendant qu’elle se repose afin de surveiller si Ripley revient.

- William et Victoria finissent par apprendre à Johnny et Katie qu’ils se séparent. Malgré cela, William leur assure qu’il sera toujours là pour eux et qu’ils resteront une famille. Après cette discussion, les décisions de William sont remises en cause par Victoria ce qui entraîne une dispute notamment sur les visites de William pour Johnny et Katie et sur Amanda. William lui assure à nouveau qu’il ne s’est rien passé avec elle puis lui demande d’où vient l’hypothèse de Victoria concernant William et Amanda. Sans qu’elle n’ait à le dire, il comprend que Victor est derrière cette hypothèse et accable les actions de Victor a Victoria qui ne cesse de défendre son père. William termine par lui faire comprendre qu’elle n’a pas à décider pour sa vie concernant ses enfants ou ses actions et s’en va. Il croise Amanda qui lui apprend que Ripley a été appréhendé. Elle est soulagée. William se sentant également libre, il lui propose de monter sur le toit du Grand Phoenix pour extérioriser leur liberté. Par la suite, il s’achète une voiture de course qu’il fait savoir à Amanda et Nate puis fait un accident avec cette voiture. Nate consulte William puis lui conseille d’éviter les sensations fortes.

- Le 20 février 2020 se tient la soirée du cinquantenaire de Newman Entreprises. À l'occasion, les Newman ainsi que les autres grandes familles influentes de Genoa se réunissent pour rendre hommage à Victor. William n'ayant pas envie de se rendre à la fête, s'y rend finalement malgré les avertissements d'Amanda. En arrivant sur place, il cherche Victoria, en étant un peu alcoolisé. Mais il est rejoint par Amanda qui tente de le faire partir pour éviter qu'il cause des dégâts mais elle n'y arrive pas et décide de partir. Juste après c'est Victoria qui le rejoint en ayant appris que William la cherche. Elle remarque qu'il est à moitié ivre et tente de le faire partir mais celui-ci refuse. Lorsqu'il se fait bousculer (sans faire exprès) par un homme, Victoria est soudainement poignardée dans l'abdomen et s'effondre sur William tout en perdant du sang (épisode diffusé le 23 décembre 2022 en France sur TF1). William appelle à l'aide et reçoit l'aide de Paul, Christine et Nate. Lorsque les Newman apprennent l'agression de Victoria, ils découvrent en même temps que William était en train de discuter avec elle juste avant son agression, qu'il n'a rien vu et s'excuse mais Victor ne veut rien n'entendre et l'accuse d'être responsable de l'agression de Victoria. William clame son innocence malgré le fait que les Newman ne le croient pas mais Amanda réussit à blanchir son nom en leur disant que c'est Ripley qui a agressé Victoria, l'ayant croisé le regard inquiet et celui-ci ayant confondu les deux femmes à cause des nuances sombres de lumières (Amanda et Victoria avaient les mêmes robes et la même coiffure). William est stupéfait que Ripley l'ai suivi lui et Amanda. Par la suite, Victoria conduite à l'hôpital. Les Newman s'y rendent également. Lorsque William arrive à l'hôpital pour prendre des nouvelles de Victoria, Victor l'accable a nouveau et l'ordonne de partir. William tente de se défendre comme il peut avec ses arguments mais les Newman refusent de l’entendre et lui recommandent gentiment de partir. Il finit par céder et rejoint Amanda au Grand Phoenix, qu’il réconforte. Le lendemain, William se rend au ranch et raconte de manière subtile a Johnny et Katie que leur mère est à l’hôpital à la suite d'une blessure et qu’elle les aime très fort. Ayant que très peu d’informations sur l’état de santé de Victoria, William ne peut compter que sur Chelsea pour avoir des réponses. Mais cela n’est pas suffisant pour lui et il en profite pour se rendre à l’hôpital lorsqu’il n’y a personne pour voir Victoria, dans le coma. Il lui confie qu’il culpabilise, s’excuse auprès d’elle puis dépose deux photos de Johnny et Katie. Il réitère le lendemain et Victoria finit par se réveiller. Elle l’ordonne de partir de sa chambre, Nikki arrive au même moment et est ravie de voir sa fille sortie du coma. Elle escorte ensuite William et l’accable pour tout le mal qu’il a fait à Victoria ces derniers temps et recommande à William de ne plus approcher Victoria. Bien qu'il tienne à elle car c’est la mère de ses enfants, il décide de respecter sa volonté ainsi que celle des Newman et de s'en aller.

- Quelques jours plus tard, William part rendre visite à Amanda et apprend que Ripley a été appréhendé. William est ravi pour elle. Juste après, il lui avoue ressentir des sentiments à son égard et se demanderait ce que donneraient leur relation s'ils seraient amenés à se mettre en couple a l'avenir. Amanda est réticente à l'idée de démarrer une relation avec William mais reconnaît qu'elle se sent en sécurité et en confiance avec lui. William finit par l'embrasser. Bien qu'Amanda lui rend son baiser, elle l'interrompt immédiatement et lui fait comprendre que c'est mieux qu'ils restent que de simples amis à l'avenir, William décide d'accepter cette décision.

### Chancellor Communications
- En février 2020, juste après l'agression de Victoria et lorsque William est rejeté par les Newman à cause de l'accident de Victoria, il se réfugie au manoir Chancellor et se confie à Jill à propos de son mal-être. Jill comprend que son fils a du mal à s'épanouir depuis qu'il a démissionné de chez Jabot et qu'il a quitté Victoria et lui fait part d'un projet qu'elle souhaite mettre en place aux industries Chancellor : une branche médiatique. Elle souhaite trouver quelqu'un pour diriger ce secteur. William comprend qu'elle pense à lui mais décide de refuser son offre. Quelques jours plus tard, William a une conversation avec Ashley à propos de son mal-être et à la proposition de Jill. Ashley lui conseille d'accepter cette offre, qui lui correspondrait très bien selon elle. William réfléchit à deux fois et va voir sa mère a qu'il dit qu'il accepte finalement son offre. Jill est ravie qu'il ait pu changer de décision puis lui dit qu'il ne dirigera pas seul Chancellor Communications. Lily, de retour en ville après l'appel de Jill, sera la co-PDG avec lui, une décision qui déplaît William sans qu'il n'ait à le dire. William et Lily font ensuite parvenir l'un-l'autre leurs idées chacun mais les deux collègues ont du mal à s'entendre, ayant tous les deux des visions différentes de diriger une branche média. Par la suite, les tensions s'apaisent entre eux et ils arrivent à collaborer sans se quereller. Jill est ravie puis leur annonce qu'elle a réussi à racheter les locaux abandonnées d'Étalon Noir et que l'immeuble appartiendra désormais à Chancellor Communications. William et Lily sont ravis de l'apprendre. Par la suite, ils finissent par embaucher Traci, Amanda et même Theo Vanderway, récemment licencié de Jabot.

- En août 2020, Victoria récupère sa place de PDG après avoir été évincée par Victor et Adam (voir Victoria Newman, Adam Newman ou Victor Newman). Elle met en vente la filiale cosmétique et médiatique qu’elle vend à Jabot et Chancellor Communications. Victoria fait ensuite part à William de son désir de vengeance envers Adam et Victor et lui fournit qu’elle a en sa possession une histoire qui pourrait les détruire, ce qui plaît à William. Victoria lui apprend qu’Adam a tué un homme a l’âge de 11 ans pour protéger sa mère (voir Adam Newman). William est ravi et pense rédiger un article dessus afin de faire propulser Chancellor Communications mais surtout pour se venger d’Adam et de Victor. Il apprend que la fille de l’homme tué par Adam, Alyssa Montalvo, est journaliste et qu’elle enquêtait déjà sur cette affaire. Il la contacte et la fait venir a Genoa dans le but de l’aider à publier son article et ainsi se venger d’Adam. Voyant la détermination à se venger personnellement d’Adam, Alyssa est d’abord hésitante a collaborer avec William mais celui-ci réussit a la convaincre qu’elle y gagne aussi dans cette histoire, elle accepte de s’allier avec lui pour faire tomber Adam.

- Un jour, William surprend Chelsea dans son bureau. Elle lui apprend que Theo lui a fait visiter les locaux, qu’elle souhaite relancer Chelsea 2.0 et qu’elle espère que Theo contribuera d’une part au projet. William ne croit cependant pas aux dires de Chelsea sans le lui faire savoir mais le fait savoir à Alyssa, ils comprennent qu’Adam est au courant de leur alliance. Quelques jours plus tard, Victoria informe a William que la femme qui a aidé Adam à doubler les médicaments de Victor et qui l’a dénoncée a sa place (voir Victoria Newman) a l’intention de témoigner également contre Adam, responsable de l’interdiction de son droit d’exercer. William est plus que ravi et souhaite joindre Alyssa pour l’informer de la nouvelle. En se rendant a sa chambre d’hôtel, il s’aperçoit qu’elle a disparu. William soupçonne immédiatement Adam et se rend chez lui dans la ferme intention de lui faire avouer son potentiel crime. Adam nie les faits. William lui fait comprendre qu’il a l’intention de publier un article a charge contre Adam avec la mention du crime qu’il a commis lorsqu’il avait 11 ans. Le ton monte vite entre les deux hommes jusqu’à ce que Chelsea vienne les interrompre. Plus tard, William reçoit un appel d’Alyssa qui lui rassure en lui disant être sur une piste.

- Lorsque l’article contre Adam est prêt à être publié, William souhaite publier immédiatement l’article mais Lily et Amanda sont sur la réserve, voulant éviter les représailles juridiques de Victor et Adam. Un peu plus tard, il reçoit un appel de Chelsea qui dévoile à William être au courant de ses plans contre Adam. William comprend que Chelsea a implanté un micro qui lui a permis avec Adam d’écouter les conversations de William puis met en garde Chelsea et casse le micro. Par la suite, il reçoit la visite de Victor qui le menace et remet en question son rôle de père, Victor jugeant qu’il n’a pas bien rempli ce rôle. William s’énerve, lui ordonne de sortir puis publie directement l’article (épisode diffusée le 13 avril 2023 en France sur TF1). Le monde entier découvre l’article à charge contre Adam. William est satisfait, cependant, il se voit reprocher sa décision par Lily et Amanda qui lui reprochent d’avoir agi par impulsivité et surtout par pur vengeance personnelle. Victoria lui reproche d’avoir cité trop durement Victor puis c’est Adam qui vient régler ses comptes avec William. Il décide de lui intenter une action en justice, que lui et Victor perdent. Lily et William fêtent leur victoire et ce dernier souhaite rédiger la suite de son article sur Adam. Lily lui conseille de passer à autre chose. Le soir, il reçoit la visite de Chelsea très remontée contre William lui reprochant de ne pas avoir pensé à Connor. William rejette la faute sur Adam mais Chelsea tente de le faire culpabiliser, évoquant Cordélia et la garde de Johnny. Juste après, le courant saute chez Chancellor et William et Lily se retrouvent dans le noir complet. William suspecte immédiatement Adam d’être derrière la panne de courant. Lorsque le courant revient et que William souhaite rentrer, il trouve Chelsea évanouie dans l’ascenseur et appelle les secours. Le lendemain, il fait part à Lily de l’implication d’Adam concernant la panne de courant de la veille en lui montrant la vidéo stockée de la caméra surveillance de sa chambre, ou on voit un homme fouiller les lieux. William pense immédiatement à Adam. Lorsqu’il croise ce dernier, William le nargue puis lui fait comprendre qu’il compte bien continuer à le dénoncer au grand public. Un peu plus tard lorsqu’il est avec Lily au Society, il est confronté par Victor.

- Le 9 novembre 2020, Chance se fait tirer dessus (voir Chance Chancellor ou Adam Newman). Il est transporté d’urgence aux urgences. William apprend cette nouvelle et par la même occasion qu’Adam est le principal suspect. Il tente de partir à la pêche aux infos auprès de Chance, toujours inconscient et apporte son soutien à Abby. Mais cette dernière comprend vite les intentions de William et refuse qu’il se serve de la fusillade de Chance pour écrire un autre article sur Adam. William se rétracte et décide de ne rien faire. Peu après, Genoa apprend qu'Adam n'était pas le tireur mais qu'il était en réalité la cible. Comme tout autre habitant de Genoa ayant un lien direct avec Adam, William est suspecté. Ce dernier comprend que la police le suspecte sérieusement lorsque Rey l'interroge à propos d'Adam. Rey et Paul perquisitionnent le bureau de William chez Chancellor et remarquent qu'il manque un des écouteurs sans fils de William. Il tente de brouiller les pistes en mentionnant les Newman ou encore Chelsea mais rien y fait car innocentés aux yeux de la police. Ce dernier fait appel à Lily et Amanda pour lui venir en aide et demande à cette dernière d'accepter de le représenter. Amanda accepte. Lily recommande à William de quitter temporairement l'entreprise afin d'éviter que la chute de William entraîne toute la société. Bien que mis sur le côté, William accepte de se retirer.

- William tente de prouver son innocence, bien que certaines preuves aillent contre lui. Il apprend que Chance a été visé avec une arme enregistré a son nom, ce qui n'arrange pas son cas. William comprend qu'on essaye de le piéger. Quelques jours plus tard, William est arrêté a son bureau pour tentative de meurtre par Rey et est emmené en garde a vue. William ne cesse de clamer son innocence et leur dit a plusieurs reprises qu’il n’était pas sur les lieux du crime. Il apprend d’ailleurs qu’un témoin affirme l’avoir vu sur les lieux au moment du coup de feu. Après cela, Amanda demande a William ou est ce qu’il était au moment de la fusillade. Il lui avoue qu’il était en réalité bel et bien présent sur les lieux car il suivait Adam, a surpris Chelsea en train de s’enfuir mais qu’il n’a pas tiré sur Chance et qu’il est victime d’un coup monté contre lui. William pense a Victor et Adam. Amanda se rend compte que William a menti a la police et le met en garde. Michael propose ensuite a Amanda et William un accord : ce dernier plaide coupable et voit sa peine réduite. William refuse l’accord et souhaite se battre. Michael leur fait comprendre que son offre est limité. Amanda tente de persuader William d’accepter l’offre mais celui-ci reste ferme et refuse de se plier. Il décide par ailleurs de renvoyer Amanda et d’engager un autre avocat, jugeant qu’elle ne le soutient pas assez. Lily le rejoint juste après et lui suggère une idée : retrouver la personne qui veut piéger William. Le lendemain, William rapporte a Lily que son contact a réussi à retrouver la trace du témoin, qu'il réside au Grand Phoenix et qu'il s'est présenté sous le nom de Celeste Rosales. William pense à Rey mais également a Lola juste en face d'eux. William et Lily interrogent subtilement Lola a propos de sa mère et celle-ci répond qu'elle attend son passage à Genoa, ce qui confirme que Celeste n'est pas le témoin oculaire. Juste après, ils se rendent au Grand Phoenix et réussissent à pirater le système afin de retrouver le numéro de chambre du témoin. Lorsqu'ils y parviennent, Lily monte dans la suite du témoin et comprend qu'il s'agit d'Alyssa Montalvo. Elle rapporte cela a William, tout d'abord choqué qu'elle souhaite le piéger et témoigner contre lui après tout ce qu'ils ont fait pour elle. Il tente d'aller la confronter dans sa suite mais il est surpris par Rey qui décide de l'arrêter pour tentative d'intimidation.

- William est mis en garde a vue. Amanda se propose de redevenir son avocate sous certaines conditions que William accepte. Ce dernier lui parle d'Alyssa et de sa présence suspecte en ville. Il pense qu'elle a tentée de le piéger. Amanda et William décident de se concentrer sur Alyssa. William est ensuite incarcéré en prison et fait un rêve ou il est confronté a Adam, Abby, Victoria, Victor et Cordélia pour ses actes et voit ce que pourrait devenir son avenir après son jugement via Jack, Lily, Amanda et le futur de son fils Johnny qui enchaînerait les bêtises sous l'influence de son oncle Adam puis finit son rêve en étant libéré de prison et fêtant sa liberté entouré de gens qu'il aime dont Lily, Jack, Victoria et même Victor. Le lendemain au réveil, il apprend par Amanda que Lily a trouvé de nouvelles preuves reliant Alyssa a la fusillade : des gants de tir identiques a ceux de son père AJ Montalvo. Amanda argumente en disant qu'Alyssa est experte dans la matière et qu'elle a remporté de nombreux prix. William comprend alors que c'est elle qui a possiblement tirée sur Adam et qu'elle essaye de lui faire porter le chapeau. William souhaite apporter les preuves de l'implication d'Alyssa a Paul et Michael mais Amanda refuse d'y aller vite mais a néanmoins une idée assez risqué qui pourrait tourner en leur faveur : elle décide d'envoyer Lily parler à Rey de leurs découvertes concernant Alyssa Montalvo. L'intervention de Lily porte ses fruits puisqu'après que Rey ait pris les gants d'Alyssa pour les emmener au laboratoire, les résultats indiquent que son ADN a été retrouvée dans l'arme de William, de plus, les résidus du coup de feu sont restés sur les gants ce qui fait que William est libéré, que toutes charges contres lui sont abandonnées et qu'Alyssa est arrêté a sa place. En sortant, il remercie Lily, Amanda et Victoria de l'avoir soutenu pendant son incarcération et fête sa libération.

### L'arrivée d'Ashland Locke, le monstre du Loch Ness
- En mars 2021, Ashland Locke, un célèbre homme d'affaires, décide de mettre en vente son entreprise médiatique, Cyaxares Media. Il envisage de la vendre au plus offrant. William et Lily souhaitent acquérir la société mais faute de budget, c'est compliqué. Pour remédier a ce frein, William demande l'aide de Jill pour investir dans cette acquisition mais voyant que les motivations personnelles de son fils prend autant d'ampleur que les motivations professionnelles, Jill décline l'offre. Billy décide alors de se rabattre sur Jack, qui est lui aussi réticent au départ à l'idée d'investir mais accepte finalement d'aider son frère et Lily a acquérir l'entreprise.

- Ashland et sa femme Tara débarquent à Genoa le 11 mars 2021 (épisode diffusée le 26 septembre 2023 sur TF1) dans le cadre de la vente de Cyaxares Media. Cependant, William et Lily ne sont pas les seuls candidats, puisqu'ils sont en concurrence avec Victor et Adam d'un côté, et Victoria de l'autre. Chaque groupe effectue son discours auprès d'Ashland, et c'est finalement Victor et Adam qui l'emportent, de quoi énerver William. Il découvre que si Victoria s'est lancée dans la course, c'était pour protéger William, dont elle est toujours amoureuse.

- Ashland et Tara se séparent très rapidement lorsqu'il apprend que sa femme la trompée avec Kyle et que leur fils, Harrison, est en réalité le fils biologique de Kyle. Ashland se rapproche ensuite de Victoria, avec qu'il se met rapidement en couple, au grand étonnement de ses proches dont William, qui commence a s'interroger sur les intentions de celui-ci. Fin juin 2021, un journal à ragots nommés "L'Inquisiteur", publie un article révélant qu'Ashland est atteint d'un cancer. William, qui prévoyait initialement de rédiger un article sur le divorce des Locke, commence a mener son enquête sur la maladie d'Ashland en se renseignant auprès de Victoria ainsi que de Victor et Adam, mais il n'obtient rien de leur part. Quelques jours plus tard, Chancellor Communication publie l'article dévoilant les dessous du divorce des Locke mais également la maladie d'Ashland.

### Johnny apprend la vérité sur ses origines
- Après sa séparation avec Adam, Chelsea se rapproche amicalement de Rey début 2022. Malheureusement, celui-ci meurt quelques mois plus tard dans un accident de voiture à la suite d'une crise cardiaque ce qui dévaste Chelsea. Peu de temps après, elle se rapproche de William et assiste à quelques podcasts avec lui. Un jour, elle lui suggère de voir plus souvent Johnny quitte même à ce qu’il apprenne que c’est sa mère biologique, jugeant que Johnny est devenu assez grand pour comprendre ce qui étonne William et Victoria au départ. Johnny revient de vacances en septembre, au même moment, Chelsea continue à insister pour que William et Victoria révèlent la vérité à Johnny sur ses origines. Ils finissent par accepter et le 26 septembre 2022, Johnny découvre avec stupéfaction que Chelsea est sa mère biologique et non Victoria (cet épisode est prévue à la diffusion en France pour le printemps 2025 sur TF1).